# قائمة الانقلابات ومحاولات الانقلاب حسب البلد
هذه قائمة حسب البلد من الانقلابات ومحاولات الانقلاب، في الترتيب الزمني.

## أذربيجان
1. 9 يونيو 1993: حيدر علييف يطيح بأبو الفضل الشيبي في أزمة سياسية أثناء حرب قرة باغ الأولى.[1]
2. 13 مارس 1995: فشل العقيد روفشان جافادوف ووحدة شرطة الأغراض الخاصة في الاستيلاء على السلطة من الرئيس حيدر علييف وإعادة سلفه أبو الفضل الشيبي.

## الأرجنتين
1. 6 سبتمبر 1930: الجنرال خوسيه فيليكس أوريبورو والناسيوناليون يطيحون بالرئيس هيبوليتو يريغوين وعلّقوا دستور عام 1853.
2. 18 ديسمبر 1932: انتفاضة عسكرية فاشلة ضد أغوستين بيدرو خوستو من قبل أتيليو كاتانيو والاتحاد المدني الراديكالي.
3. 4 يونيو 1943: الجيش يطيح بالرئيس رامون كاستيلو
4. 28 سبتمبر 1951: فشل تمرد عسكري ضد الرئيس خوان بيرون على يد بنجامين مينينديز
5. 16-23 سبتمبر 1955: الجيش بقيادة الجنرال إدواردو لوناردي يطيح بالرئيس خوان بيرون.
6. 6 يونيو 1956: انتفاضة عسكرية فاشلة بقيادة الجنرال خوان خوسيه فالي ضد الرئيس الفعلي بيدرو أوجينيو أزامبورو.
7. 19 يونيو 1959: انتفاضة عسكرية فاشلة ضد أرتورو فرونديزي بقلم أرتورو أوسوريو أرانا.
8. 29 مارس 1962: الجيش بقيادة الجنرال راؤول بوغي، يطيح بالرئيس أرتورو فرونديزي
9. 28 يونيو 1966: انتفاضة عسكرية بقيادة الجنرال خوان كارلوس أونجانيا أطاحت بالرئيس أرتورو أومبرتو إيليا
10. 18-22 ديسمبر 1975: انتفاضة عسكرية فاشلة ضد إيزابيل مارتينيز دي بيرون بقيادة خيسوس أورلاندو كابيليني.
11. 24 مارس 1976: خورخي فيديلا يطيح بـ «إيزابيل بيرون» ويؤسس لعملية إعادة التنظيم الوطنية

## الأردن
1. 1970: محاولة انقلاب فاشلة لمنظمة التحرير الفلسطينية ضد الملك حسين. ورد الملك حسين بحرب أيلول الأسود التي دفعت منظمة التحرير الفلسطينية إلى لبنان.[2]

## أستراليا
1. 26 يناير 1808: أطاح فيلق نيو ساوث ويلز بويليام بليغ، حاكم نيو ساوث ويلز.

## جمهورية أفريقيا الوسطى
- 1 يناير 1966: جان بيديل بوكاسا يطيح بديفيد داكو.[3]
- 21 سبتمبر 1979: ديفيد داكو يطيح بجان بيدل بوكاسا بدعم عسكري فرنسي.
- 1 سبتمبر 1981: أندريه كولينجبا يطيح بديفيد داكو.
- 15 مارس 2003: فرانسوا بوزيزيه يطيح بـ Ange-Félix Patassé.
- 24 مارس 2013: ميشيل دجوتوديا يطيح بفرانسوا بوزيزيه.

## أفغانستان
1. 20 فبراير 1919: نصر الله خان يطيح بحبيب الله خان
2. 28 فبراير 1919: أمان الله خان يطيح بنصرالله خان
3. 17 يناير 1929: أطاح حبيب الله كلكاني عناية الله خان
4. 16 أكتوبر 1929: محمد نادر شاه يطيح بحبيب الله كلكاني
5. 17 يوليو 1973: محمد داود خان يطيح بمحمد ظاهر شاه
6. 9 ديسمبر 1976: قامت الانتفاضة الإسلامية بمحاولة الإطاحة بمحمد داود خان.
7. 30 أبريل 1978: عبد القادر يطيح بمحمد داود خان
8. 16 سبتمبر 1979: حفيظ الله يطيح بنور محمد تراقي
9. 27 ديسمبر 1979: بابراك كرمل يطيح بحفيظ الله أمين
10. 6 مارس 1990: محاولة شهناواز تناي للإطاحة بمحمد نجيب الله

## ألبانيا
1. 14 سبتمبر 1998: تحولت جنازة النائب عظيم حجاري إلى أعمال عنف بعد تعرض مكتب رئيس الوزراء الألباني فاتوس نانو للهجوم، مما اضطر الأخير إلى الفرار والتنحي عن السلطة بعد فترة وجيزة.

## ألمانيا
1. يناير 1919: حاولت رابطة سبارتاكوس الإطاحة بمجلس نواب الشعب الذي يهيمن عليه الاشتراكيون الديمقراطيون.
2. مارس 1920: حاول العديد من جنود فرايكوربس بقيادة فولفغانغ كاب و Walther von Lüttwitz بالإطاحة بجمهورية فايمار. نجحت في السيطرة على برلين ولكن قمعت بالإضراب العام.
3. 8 نوفمبر 1923: محاولة فاشلة من قبل زعيم الحزب النازي أدولف هتلر مع إريش لودندورف للسيطرة على بافاريا والإطاحة بحكومة ولاية غوستاف ريتر فون كهر في ميونيخ؛ قمع من قبل الرايخويهر والشرطة.
4. 23 مارس 1933: تولى المستشار أدولف هتلر صلاحياته الكاملة في انقلاب ذاتي.
5. 1938: مؤامرة أوستر: 1938: خطة من قبل هانز أوستر وأعضاء آخرين رفيعي المستوى من الفيرماخت للإطاحة بالديكتاتورية النازية وتولي العهد وليام بروسيا كإمبراطور لسلالة هوهنزولرن التي أعيد إحياؤها؛ لم يتم تنفيذها أبدًا بسبب اتفاقية ميونيخ
6. 20 يوليو 1944: حاول أعضاء المقاومة الألمانية بقيادة كلاوس فون شتاوفنبرغ اغتيال أدولف هتلر والاستيلاء على الحزب النازي. قصفت بنجاح عرين الذئب في راستنبورغ، شرق بروسيا، لكنها فشلت في قتل هتلر.

## أوروغواي
1. 10 فبراير 1898: انقلاب ذاتي لخوان ليندولفو كويستاس.
2. 31 مارس 1933: انقلاب ذاتي بواسطة غابرييل تيرا.
3. 21 فبراير 1942: انقلاب ذاتي بقيادة ألفريدو بالدومير.
4. 27 يونيو 1973: أغلق خوان ماريا بوردابيري البرلمان وأسس دكتاتورية مدنية عسكرية [4]

## أوغندا
1. فبراير 1966: أطاح ميلتون أوبوتي بملك بوغندا موتيسه الثاني
2. 21 يناير 1971: عيدي أمين يطيح بميلتون أوبوتي
3. 12 مايو 1980: باولو موانجا يطيح بجودفري بينايسا
4. 27 يوليو 1985: تيتو أوكيلو لوتوا يطيح بميلتون أوبوتي

## أوكرانيا
1. 29 أبريل 1918: أطاح بافلو سكوروبادسكي بالحكومة الاشتراكية للمجلس المركزي لأوكرانيا
2. 14 ديسمبر 1918: أطاحت مديرية أوكرانيا ببافلو سكوروبادسكي

## إثيوبيا
1. 1910: إنقلاب بقيادة تيسيما نديو ضد الإمبراطورة تايتو، الوصية على الإمبراطور منليك الثاني.
2. 1916: مجموعة من الأرستقراطيين، ضد الإمبراطور إياسو الخامس.
3. 12 سبتمبر 1974: أمان عندوم يطيح بالإمبراطور هيلا سيلاسي.
4. 17 نوفمبر 1974: تفاري بنتي يطيح بأمان عندوم.
5. 3 فبراير 1977: منغستو هيلا مريام يطيح بتافاري بنتي.
6. 22 يونيو 2019: محاولة انقلاب فاشلة على حكومة الإقليم في منطقة أمهرة أسفرت عن مقتل العديد من كبار المسؤولين المدنيين والعسكريين الإثيوبيين.

## إستونيا
1. 1 ديسمبر 1924: محاولة انقلاب شيوعية فاشلة
2. 12 مارس 1934: كونستانتين باتس (انقلاب ذاتي) وأسس حكمًا استبداديًا.

## إسبانيا
1. 1814: انقلاب لفرناندو السابع وفرانسيسكو خافيير دي إليو لعودة الملكية المطلقة.
2. 1815: انقلاب ليبرالي الفاشل لخوان دياز بورلييه [الإسبانية] في لا كورونيا.
3. 1820: انقلاب ليبرالي ناجح لرافائيل ديل رييجو وبداية حكم الثلاث سنوات الليبرالي.
4. 1822: ثورة فاشلة للحرس الملكي [الإسبانية] المطالب بعودة الملكية المطلقة.
5. 1831: انقلاب ليبرالي الفاشل لمانويل دي توريخوس.
6. 1835: انقلاب ليبرالي لكورديرو واي دي كيسادا.
7. 1836: تمرد ليبرالي ناجح لـ La Granja de San Ildefonso
8. 1841: فشل انقلاب حزب الوسط.
9. 1843: انقلاب ناجح لنارفايز وفرانسيسكو سيرانو، وانتهاء وصاية دي إسبارتيرو.
10. 1844: فشل انقلاب ليبرالي وإسبارتيري بقيادة مارتين زوربانو.
11. 1846: فشل الثورة العسكرية والمدنية الليبرالية التقدمية في غاليسيا، بقيادة ميغيل سوليس كويتوس.
12. 1848: فشل ثورة عسكرية ومدنية ليبرالية تقدمية في مدريد، بقيادة العقيد مانويل بوسيتا.
13. 1854: انقلاب ثوري ناجح في مدريد بقيادة الجنرال ليوبولدو أودونيل.
14. 1860: انتفاضة عسكرية فاشلة في سان كارلوس دي لا رابيتا بقيادة الجنرال خايمي أورتيجا إي أوليتا لدعم الكارلية.
15. 1866: فشل الانقلاب تقدمي وديمقراطي في مدريد.
16. 1866: انقلاب فاشل في فيلاريخو دي سالفانيس بقيادة الجنرال خوان بريم.
17. 1868: نجاح الثورة المجيدة بدأها خوان باتيستا توبيتي بانقلاب في قادس.
18. 1874: انقلاب ناجح لمانويل بافيا.
19. 1874: تمرد ساغونتو الناجح الذي أنهى الجمهورية الإسبانية الأولى واستعاد النظام الملكي وعودة البوربون إلى العرش.
20. 1883: انقلاب جمهوري فاشل في بطليوس.
21. 1886: انقلاب جمهوري فاشل في مدريد، بقيادة مانويل فيلاكامبا ديل كاستيلو ومانويل رويث ثوريا.
22. 1923: أطاحت أفواج الجيش الإسباني بقيادة ميغيل بريمو دي ريفيرا برئيس الوزراء مانويل غارسيا برييتو وأقامت دكتاتورية بدعم من الملك ألفونسو الثالث عشر.
23. 1926: فشل انقلاب سانخوانادا ضد دكتاتورية بريمو دي ريفيرا.
24. 1929: انقلاب فاشل ضد دكتاتورية ميغيل بريمو دي ريفيرا بقيادة خوسيه سانشيز غيرا.
25. 1930: انتفاضة خاكا: قاد فيرمين غالان انقلاباً جمهوريًا فاشلاً ضد الملكية الإسبانية في خاكا.
26. 10 أغسطس 1932 ؛ حاول خوسي سانخورخو الإطاحة بحكومة اليسار الجمهوري لرئيس الوزراء مانويل أثانيا، على الرغم من أن المتآمرين للانقلاب كانوا في خلاف حول ما إذا كان يجب حل الجمهورية الإسبانية الثانية أم لا؟.
27. يوليو 1936: انتفاضة عسكرية بقيادة إميليو مولا شارك فيها فرانثيسكو فرانكو ضد رئيس الوزراء مانويل أثانيا والجمهورية الإسبانية الثانية، بداية الحرب الأهلية الإسبانية.
28. 1939: أطاح العقيد سيجسموندو كاسادو وخوليان بيستيرو بحكومة الحزب الاشتراكي العمالي الإسباني برئاسة خوان نيغرين في إسبانيا التي سيطر عليها الجمهوريون من أجل التفاوض على وقف إطلاق النار مع القوميين، وتشكيل مجلس الدفاع الوطني.
29. 17 نوفمبر 1978: انقلاب الحرس المدني بقيادة أنطونيو تيجيرو لوقف الانتقال الإسباني إلى الديمقراطية.
30. 23 فبراير 1981: اقتحم فصيل من القوات المسلحة الإسبانية بقيادة تيجيرو مجلس النواب بينما كانوا يستعدون لانتخاب ليوبولدو كالبو صوطيلو رئيسًا جديدًا للوزراء. انهار الانقلاب في اليوم التالي دون وقوع إصابات.
31. 27 أكتوبر 1982: فشلت مجموعة من كولونيلات اليمين المتطرف في الإطاحة بليوبولدو كالبو صوطيلو.
32. 2 يونيو 1985: خططت مجموعة من الجنود والضباط اليمين المتطرف (مع بعض المدنيين) للاستيلاء على السلطة بعد هجوم بعلم زائف، لكن إُحباطت المؤامرة فيما بعد.

## الإكوادور
1. 1925 انقلاب بواسطة لويس تيلمو باز إي مينو.
2. 1935 انقلاب بواسطة فيديريكو بايز
3. 1963 بواسطة رامون كاسترو خيخون.
4. 1972 بواسطة غييرمو رودريغيز.
5. 1975 محاولة الجنرال راؤول غونزاليس ألفير.[5]
6. 2000 انقلاب بواسطة لوسيو جوتيريز.

## إندونيسيا
1. 30 سبتمبر 1965: محاولة انقلاب فاشلة من قبل الحزب الشيوعي الإندونيسي.
2. 11 مارس 1966: انقلاب بقيادة سوهارتو بأحمد سوكارنو.

## إنكلترا
1. 1603: مؤامرة مزعومة بتمويل إسباني من قبل الحاشية بقيادة هنري بروك للإطاحة بالملك جيمس الأول واستبداله بابنة عمه ليدي أربيلا ستيوارت.
2. 5 نوفمبر 1605: مؤامرة فاشلة من قبل مجموعة من الكاثوليك الإنجليز الإقليميين، بما في ذلك جاي فوكس، الذي حاول قتل الملك جيمس الأول عن طريق تفجير مجلسي البرلمان أثناء افتتاح الدولة للبرلمان.
3. 1641: خطة ملكية مزعومة من قبل الملك تشارلز الأول لقمع البرلمان الإنجليزي قبل الحرب الأهلية الإنجليزية الأولى؛ كشفها برلمانيون مثل جون بيم
4. 1648: قامت القوات البرلمانية بقيادة العقيد توماس برايد بتطهير البرلمان من الذين يعارضون محاكمة الملك تشارلز الأول بتهمة الخيانة بعد الحرب الأهلية الإنجليزية، وتحويلها إلى برلمان جمهوري رامب وأدت مباشرة إلى إلغاء النظام الملكي
5. 20 أبريل 1653: حل أوليفر كرومويل البرلمان، مع أربعين من الفرسان تحت قيادة تشارلز ويلي، دخل مجلس العموم وحل البرلمان بالقوة مما أدى إلى أن يصبح كرومويل حامي اللورد وحرض الحكم العسكري.

1. 1654: مؤامرة جيرارد: مؤامرة ملكية فاشلة لاغتيال اللورد الحامي أوليفر كرومويل
2. 1688–1689: الثورة المجيدة: غزا ويليام الثالث أنجلترا وأطاح بجيمس الثاني.

## إيران
1. 522 ق.م: تمرد دارا الأول على بارديا.
2. 338 قبل الميلاد: اغتيال أرتحشستا الثالث وعائلته على يد باغواس. وأصبح أرسيس الملك الجديد.
3. 336 قبل الميلاد: باغواس يقتل أرسيس.
4. 309 م: اغتيال أدور نارسيه على يد النبلاء.
5. 420 م: اغتيال النبلاء ويزدجرد الأول.
6. 488 م: تنسيب بلاش على يد سخرا لصالح ابن أخ الشاه كافاد الأول.
7. 496: أقال النبلاء كافاد الأول ونصّبوا جاماسه شاهًا جديدًا لشاه إيران وأنانيران.
8. 590: انقلاب فيستهم وفيندويه ضد هرمز الرابع لصالح ابنه كسرى الثاني.
9. 590: الجنرال بهرام شوبان يثور ضد الحكومة الساسانية ويسيطر على قطسيفون.
10. 628 م: الإطاحة بكسرى الثاني على يد ابنه كافاد الثاني.
11. 630 م حصار القائد العسكري شهربراز لمدينة قطسيفون.
12. 631: رستم فرخزاد يأسر قطسيفون ويقتل أزارميدخت وينصب بوران ملكة ملكات إيران وأنيران.
13. 1732: نادر شاه يطيح بطهماسب الثاني.
14. 1733: تمرد ضد الدولة الصفوية
15. 1736: تنحية عباس الثالث، الحاكم الاسمي لإيران، بواسطة نادر شاه. النهاية الرسمية للسلالة الصفوية في إيران.
16. 1744: تمرد بيلربي من محافظة فارس ضد نادر شاه
17. 1747: اغتيال نادر شاه دعماً لعادل شاه.
18. 1748: هزم إبراهيم شاه الأفشاري (شقيق عادل شاه) وأصابه بالعمى وتولى العرش.
19. 1748: اغتيال إبراهيم أفشار بأمر شاروخ أفشار
20. 1798: اغتيال آغا محمد خان قاجار دعماً محمد خان القاجاري
21. 1908: قصف فلاديمير لياخوف للمجلس دعما لمحمد شاه قاجار.
22. 1921: انقلاب عسكري من قبل رضا شاه بهلوي وزياد الدين طباطبائي في عهد أحمد ميرزا القاجاري.
23. 1953: انقلاب على رئيس الوزراء محمد مصدق دعما لمحمد رضا بهلوي. برعاية وكالة المخابرات المركزية وجهاز الاستخبارات البريطاني ردا على تأميم النفط الأنجلو-إيراني.
24. 1980: الانقلاب الفاشل من قبل مجموعة من ضباط القوات المسلحة الإيرانية ضد النظام الإسلامي الجديد.

## إيطاليا
1. 1355: انقلاب فالييرو: محاولة دوجي مارينو فالييرو للإطاحة بجمهورية البندقية.
2. 1922: الانقلاب الفاشي: محاولة بينيتو موسوليني وميليشيات البلاك شيرت التابعة لحزبه الوطني الفاشي الإطاحة برئيس الوزراء لويجي فاكتا بتمرد في روما؛ ناجحًا عندما رفض الملك فيكتور عمانويل الثالث السماح لفاكتا بإعلان حالة الأحكام العرفية
3. 1943: انقلاب 24 يوليو لإزالة الدكتاتور الفاشي بينيتو موسوليني من منصب رئيس وزراء مملكة إيطاليا واستبداله بالمارشال بيترو بادوليو. صوت الكونت دينو غراندي والمجلس الأكبر للفاشية بأغلبية ساحقة لمطالبة الملك فيكتور عمانويل باستئناف سلطاته الدستورية الكاملة، وفي اليوم التالي، استدعى الملك موسوليني إلى قصره وعزله.
4. 1964: محاولة انقلاب من قبل مجموعات عسكرية.
5. 1970: محاولة انقلابية قامت بها مجموعات فاشية جديدة بقيادة جونيو فاليريو بورغيزي، القائد السابق للبحرية الملكية الإيطالية في الحرب العالمية الثانية. فشلت بعد أن رفضت وكالة المخابرات المركزية والناتو دعمها

## اسكتلندا
1. 1688–1689: الثورة المجيدة: غزا ويليام الثالث البلاد وأطاح بجيمس الثاني.

## باراغواي
1. 4 سبتمبر 1880: عُين برناردينو كاباليرو كرئيس مؤقت من قبل الكونغرس بعد وفاة الرئيس كانديدو باريرو، وإجبار نائب الرئيس أدولفو ساغير على الاستقالة.
2. 9 يونيو 1894: أطاح خوان باوتيستا إيجوسكويزا بخوان غوالبرتو غونزاليس. عُين ماركوس مورينيغو كرئيس مؤقت من قبل الكونغرس.
3. 9 يناير 1902: برناردينو كاباليرو يطيح بإميليو أسيفال. عُين أندريس هيكتور كارفالو كرئيس مؤقت من قبل الكونغرس.
4. 19 ديسمبر 1904: عزل خوان أنطونيو إسكورا. عُين خوان باوتيستا جاونا كرئيس مؤقت من قبل الكونغرس.
5. 9 ديسمبر 1905: عزل خوان باوتيستا غاونا. عُين سيسيليو بايز كرئيس مؤقت من قبل الكونغرس.
6. 4 يوليو 1908: خلع بنينو فيريرا.
7. 17 يناير 1911: أطاح ألبينو جارا بمانويل جوندرا.
8. 14 يناير 1912: أطاح ماركوس كاباليرو كوداس وماريو أوشر وألفريدو أبونتي ليبيراتو مارسيال روخاس.
9. 28 فبراير 1912: عزل يبراتو مارسيال روخاس. عُين بيدرو بابلو بينيا كرئيس مؤقت من قبل الكونغرس.
10. 22 مارس 1912: عزل بيدرو بابلو بينيا. عُين إيميليانو غونزاليس نافيرو رئيسًا مؤقتًا من قبل الكونغرس.
11. 17 فبراير 1936: أطاح رافاييل فرانكو بأوزيبيو أيالا.
12. 13 أغسطس 1937: أطاح فيليكس بايفا برافائيل فرانكو.
13. 18 فبراير 1940: انقلاب ذاتي من قبل خوسيه فيليكس إستيجاريبيا.
14. 3 يونيو 1948: خلع هيجينيو مورينيغو. عُين خوان مانويل فروتوس رئيسًا مؤقتًا من قبل الكونغرس.
15. 30 يناير 1949: خلع خوان ناتاليسيو غونزاليس. عُين ايموندو رولون كرئيس مؤقت من قبل الكونغرس.
16. 26 فبراير 1949: أطاح فيليبي مولاس لوبيز رايموندو رولون.
17. 11 سبتمبر 1949: عزل فيليب مولاس لوبيز. عُين فديريكو تشافيز كرئيس مؤقت من قبل الكونغرس.
18. 4 مايو 1954: أطاح ألفريدو ستروسنر بفيدريكو تشافيز. عُين توماس روميرو بيريرا كرئيس مؤقت من قبل الكونغرس.
19. 3 فبراير 1989: أندريس أبا وجيش باراغواي يطيحون بألفريدو ستروسنر.

## باكستان
1. 9 مارس 1951: اللواء أكبر خان ضد حكومة الرابطة الإسلامية لرئيس الوزراء لياقت علي خان احتجاجًا على قبول الحكومة وقف إطلاق النار في الحرب الهندية الباكستانية الأولى.
2. 27 أكتوبر 1958: المشير أيوب خان يطيح بإسكندر ميرزا ردًا على تعليقه للدستور الباكستاني وإعلان الأحكام العرفية.
3. 25 مارس 1969 انقلاب من قبل الجنرال يحيى خان استقال على اثره أيوب خان.
4. 4 يوليو 1977: قام الجنرال محمد ضياء الحق والتحالف الوطني الباكستاني بإطاحة ذو الفقار علي بوتو بعد انتخابات عامة متنازع عليها.
5. 1995: مؤمرة مجموعة من ضباط القوات المسلحة الباكستانية بقيادة ظاهر الإسلام عباسي للإطاحة بحكومة حزب الشعب الباكستاني برئاسة بينظير بوتو.
6. 12 أكتوبر 1999: الجنرال برويز مشرف يطيح برئيس وزراء حكومة حزب الرابطة الإسلامية الباكستانية نواز شريف ويعلق العمل بالدستور بسبب نية شريف إعفائه من منصب رئيس هيئة الأركان المشتركة.

## البرازيل
1. 15 نوفمبر 1889: أطاح ديودورو دا فونسيكا والجيش الإمبراطوري البرازيلي بيدرو الثاني إمبراطور البرازيل وأسسوا أول جمهورية برازيلية.[6]
2. 3 نوفمبر 1891: قام ديودورو دا فونسيكا بحل المؤتمر الوطني أثناء أزمة Encilhamento.
3. 23 نوفمبر 1891: تولى فلوريانو بيكسوتو السلطة دون انتخابات جديدة، مثلما حدد الدستور.
4. 15 نوفمبر 1905: محاولة انقلاب عسكري أثناء ثورة اللقاح
5. 3 نوفمبر 1930: أطاح جيتوليو فارجاس بواشنطن لويس ومنع تنصيب جوليو برستيس.[7]
6. 10 نوفمبر 1937: حل جيتوليو فارجاس الكونغرس الوطني، ونصب ديكتاتورية إستادو نوفو.
7. 29 أكتوبر 1945: انقلاب عسكري يطيح ب جيتوليو فارجاس، وينشأ الجمهورية البرازيلية الثانية
8. 24 أغسطس 1954: تجنب انقلاب محتمل بعد انتحار جيتوليو فارغاس
9. 11 نوفمبر 1955: فشل انقلاب لمنع جوسيلينو كوبيتشيك من تولي الرئاسة بعد أن حمل الجنرال هنريكي لوت انقلابًا مضادًا
10. 10 فبراير 1956: تمرد سلاح الجو البرازيلي ضد جوسيلينو كوبيتشيك في ثورة جاكاريكانغا.
11. 2 ديسمبر 1959: القوات الجوية تختطف طائرة مدنية وتحاول انقلاب ضد جوسيلينو كوبيتشيك في ثورة أراغاركاس.
12. 25 أغسطس - 7 سبتمبر 1961: حاول الجيش منع جواو جولارت من أداء اليمين الدستورية بعد استقالة جانيو كوادروس. بعد حملة مدنية ودعم أعضاء قانونيين في الجيش، يتم تفاديها عندما يتم تبني نظام برلماني، والحد من السلطات الرئاسية (تم التراجع عنه لاحقًا)
13. 12 سبتمبر 1963: قام أفراد عسكريون من ذوي الرتب المتدنية بعمل تمرد في برازيليا بعد أن أكدت المحكمة الفيدرالية العليا عدم أهليتهم للمناصب التشريعية، في ثورة الرقباء.
14. 31 مارس 1964: أطاح هومبرتو دي إلينكار كاستيلو برانكو بجواو جولار، وأسس ديكتاتورية استمرت 21 عامًا.[8]
15. 31 أغسطس 1969: منع الجيش بيدرو أليكسو، نائب الرئيس المدني والخليفة القانوني وفقًا للديكتاتورية العسكرية التي سمحت مؤخرًا للدستور، من تولي السلطة بعد إصابة كوستا إي سيلفا بجلطة دماغية.

## البرتغال
1. 147-139 قبل الميلاد: التمرد اللوسيتاني ضد القوات الرومانية في البرتغال الحالية، بقيادة الزعيم اللوسيتاني المسمى فيرياتوس.
2. 1820: الثورة الليبرالية
3. 1824: ثورة أبريل
4. 1846: ثورة ماريا دا فونتي
5. 1910: انقلاب جمهوري أطاح بملك البرتغال مانويل الثاني وأسس الجمهورية البرتغالية الأولى.
6. 1915: ثورة 14 مايو تطيح بحكومة بيمنتا دي كاسترو
7. 1917: ديسمبر 1917 انقلاب أدى إلى ديكتاتورية سيدونيو باييس
8. 1925: فشل الانقلاب العسكري للجنرالات في 18 أبريل 1925
9. 1925: فشل ثورة مينديس كابيكاداس في 19 يوليو 1925
10. 1926: أطاح الجنرال مانويل جوميز دا كوستا والقوات المسلحة البرتغالية بأول جمهورية برتغالية، وأسسوا ديتادورا ناسيونال.
11. 1974: حركة Armed Forces Movement [الإنجليزية]‏ تطيح بديكتاتورية إستادو نوفو العسكرية بقيادة الرئيس أمريكو توماس، لتأسيس المجلس العسكري للإنقاذ الوطني.
12. 1975: انقلاب فاشل بعد ثورة القرنفل من قبل مسلحين يساريين متطرفين كانوا يأملون في تشكيل حكومة شيوعية في البرتغال.

## بلغاريا
1. 9 أغسطس 1886: محاولة خلع كنياز ألكسندر الأول باتنبرغ.
2. 9 يونيو 1923: الاتحاد العسكري يطيح بأليكساندر ستامبوليسكي وينصيب زعيم الانقلاب ألكسندر تسانكوف في السلطة.
3. 19 مايو 1934: زفينو بقيادة كيمون جورجييف بمساعدة الاتحاد العسكري يطيح بالحكومة الائتلافية بقيادة الحزب الديمقراطي.
4. 9 سبتمبر 1944: زفينو وجبهة الوطن، بقيادة كيمون جورجيف، أطاحوا بكونستانتين مورافييف بعد الغزو السوفيتي لبلغاريا.[9]
5. أبريل 1965: أحبطت مؤامرة داخل الحزب الشيوعي البلغاري للإطاحة بتودور زيفكوف وإقامة حكومة شيوعية مناهضة للسوفييت.

## بنغلاديش
1. 15 أغسطس 1975: خندكر مشتاق أحمد يطيح بحكومة الشيخ مجيب الرحمن.[10]
2. 3 نوفمبر 1975: خالد مشرف يطيح بالحكومة التي شكلها انقلاب أغسطس.[11]
3. 7 نوفمبر 1975: جنود من جيش بنغلاديش يطيحون بخالد مشرف بعد أيام قليلة من توليه السلطة.[12]
4. 24 مارس 1982: حسين محمد إرشاد يطيح بإحسان الدين تشودري.[13]
5. مايو 1996: محالة أبو صالح محمد نسيم الإطاحة بعبد الرحمن بيسواس.[14]
6. 11 يناير 2007: اللواء معين أحمد يضغط على الرئيس إياج الدين أحمد لإعلان حالة الطوارئ وتأجيل الانتخابات وتعيين مستشار رئيسي جديد لرئاسة الحكومة المؤقتة.[15]
7. ديسمبر 2011: محالولة ضباط متمردون من الإطاحة بشيخة حسينة واجد.[16]

## بنما
1. 1931 انقلاب بواسطة أرنولفو آرياس وهارموديو أرياس مدريد ضد فلورنسيو هارموديو أروسيمينا.
2. 1941 انقلاب بواسطة ريكاردو أدولفو دي لا غوارديا أرانجو ضد أرنولفو آرياس
3. 1951 انقلاب بواسطة العقيد خوسيه أنطونيو ريمون كانتيرا ضد أرنولفو آرياس
4. 1968 انقلاب بقيادة عمر توريخوس ضد الرئيس أرنولفو آرياس
5. محاولة انقلاب 1989 حاول مويسيس جيرولدي الإطاحة بالرئيس مانويل نورييغا لمنع الغزو الأمريكي لبنما.

## بنين
1. 27 نوفمبر 1965: أطاح كريستوف سوغلو بسورو ميغان أبيثي
2. 16 ديسمبر 1967: موريس كوانديتي يطيح بكريستوف سوغلو
3. 26 أكتوبر 1972: ماثيو كيريكو يطيح بJustin Ahomadégbé-Tomêtin
4. 17 يناير 1977: مرتزقة بقيادة فرنسا يحاولون الإطاحة بماثيو كيريكو والحزب الثوري الشعبي لحكومة بنين.
5. 4 مارس 2013: محاولة انقلاب فاشلة من قبل العقيد بامفيل زوماهون بالرئيس يايي بوني.

## بوبوتتسوانا
1. 11 مارس 1994: الإطاحة بلوكاس مانجوب من قبل قوات دفاع بوفوثاتسوانا المتمردة بدعم من قوات دفاع جنوب إفريقيا.

## بوركينا فاسو
1. 3 يناير 1966: أطاح المقدم سانجولي لاميزانا بالرئيس موريس ياموغو.
2. 25 نوفمبر 1980: العقيد ساي زيربو يطيح بالرئيس سانغولي لاميزانا.
3. 7 نوفمبر 1982: الرائد جان بابتيست ويدراوغو يطيح بالرئيس ساي زيربو.
4. 28 فبراير 1983: محاولة انقلاب فاشلة ضد الرئيس جان بابتيست ويدراوغو.
5. 4 أغسطس 1983: النقيب بليز كومباوري يطيح بالرئيس جان بابتيست ويدراوغو ويحل محله النقيب توماس سانكارا.
6. 15 أكتوبر 1987: بليز كومباوري يطيح بتوماس سانكارا.[17]
7. 18 سبتمبر 1989: محاولة انقلاب مزعومة قام بها ضباط كبار ضد الرئيس كومباوري.
8. 30 أكتوبر 2014: المقدم يعقوبة إسحاق زيدا يطيح بالرئيس بليز كومباوري ويخدم لفترة وجيزة كرئيس للدولة قبل اختيار ميشيل كافاندو كرئيس جديد. بعد أيام، عيّن كافاندو زيدا رئيساً للوزراء بالوكالة.
9. 17 سبتمبر 2015: أطاح الحرس الرئاسي برئاسة جيلبرت دينديري بالرئيس المؤقت ميشال كافاندو، قبل شهر من موعد الانتخابات المقررة في البلاد. لكن الانقلاب ينهار بعد أسبوع ويعاد تنصيب كافاندو.
10. 8 أكتوبر 2016: فشل الموالون لبليز كومباوري والحرس الرئاسي السابق في الإطاحة بالرئيس روش مارك كريستيان كابوري.[18][19][20]
11. 23 يناير 2022: بول هنري سانداوغو داميبا وإبراهيم تراوري يُطيحان بالرئيس روش مارك كريستيان كابوري، ويقررون عزله. وتنصيب بول هنري سانداوغو داميبا رئيساً. (انقلاب بوركينا فاسو يناير 2022)
12. 30 سبتمبر 2022: إبراهيم تراوري يُطيح بالرئيس المؤقت بول هنري سانداوغو داميبا بسبب عدم قدرته على التعامل مع الجماعات الإسلامية. (انقلاب بوركينا فاسو سبتمبر 2022)

## بورما
1. في أكتوبر 1958 انقسام داخل القوات المسلحة الفلبينية كان يهدد بإثارة انقلاب من ضباط الميدان. من أجل تسوية الوضع دعا يو نو الجيش لتشكيل حكومة انتقالية. في 1958-60، تم تشكيل الحكومة المؤقتة بقيادة الجنرال ني وين. بدت الحكومة المؤقتة في البداية مهتمة ببناء قدرة الدولة. لقد قلل من الفساد، وحسن الكفاءة البيروقراطية، وتمكن من التعامل مع جيوش الجيب [21]
2. 1 مارس 1962: ني وين أطاح بـيو نو.[22]
3. 18 سبتمبر، 1988: ساو ماونج يطيح بماونج مونج خا.[23]

## بوروندي
1. 8 يوليو 1966: نتاري الخامس يطيح بموامبوتسا الرابع.[24]
2. 28 نوفمبر 1966: أطاح مايكل ميكومبيرو بنتاري الخامس.[24]
3. 10 نوفمبر 1976: جان باتيست باغازا يطيح بميشيل ميكومبيرو.
4. 3 سبتمبر 1987: بيير بويويا يطيح بجان بابتيست باغازا.
5. 25 يوليو 1996: بيير بويويا يطيح بسيلفستر نتيبانتونغانيا.[25]
6. 13-15 مايو 2015: فشل انقلاب بقيادة الجنرال جودفرويد نيومبار ضد الرئيس بيير نكورونزيزا.[26]

## بولندا
1. محاولة الانقلاب البولندية عام 1919: محاولة ديمقراطية وطنية بقيادة ماريان يانوسزاجتيس إيجوتا والأمير أوستاشي سابيها للإطاحة بحكومة Jędrzej Moraczewski ويوزف بيوسودسكي اليسارية
2. مايو 1926: أطاح جوزيف بيسودسكي بحكومة شجينو-بياست برئاسة ستانيسلاف فويتشوفسكي ورئيس الوزراء وينسينتي ويتوس، وعين كازيميرز بارتل رئيسًا للوزراء.
3. 13 ديسمبر 1981: أعلن الجنرال فويتشخ ياروزلسكي الأحكام العرفية وحظر اتحاد التضامن، مشكلاً المجلس العسكري للإنقاذ الوطني.

## بوليفيا
1. 12 أبريل 1899: أطاح خوسيه مانويل باندو بسيفيرو فرنانديز
2. 12 أغسطس 1920: باوتيستا سافيدرا يطيح بخوسيه جوتيريز
3. 28 يونيو 1930: أطاح كارلوس بلانكو غاليندو بهيرناندو سيليس رييس
4. 1 ديسمبر 1934: أطاح خوسيه لويس تيجادا سورزانو بدانييل سالامانكا أوري
5. 20 مايو 1936: أطاح ديفيد تورو بخوسيه لويس تيخادا سورزانو
6. 13 يوليو 1937: أطاح جيرمان بوش بديفيد تورو
7. 20 ديسمبر 1943: أطاح غوالبرتو فيلارويل بإنريكي
8. 21 يوليو 1946: نستور غيين وتوماش مونج الإنقلابات غوالبيرتو فيلارويل
9. 16 مايو 1951: أطاح هوغو باليفيان ماميرتو يوريولاغويتيا
10. 16 أبريل 1952: أطاح فيكتور باز إستنسورو بهوجو باليفيان
11. 5 نوفمبر 1964 : رينيه باريينتوس يطيح بفيكتور باز إستنسورو.[27]
12. 7 أكتوبر 1970: أطاح خوان خوسيه توريس بألفريدو أوفاندو كانديا
13. 21 أغسطس 1971: هوغو بانزر يطيح بخوان خوسيه توريس.[28]
14. 17 يوليو 1980: لويس غارسيا ميزا يطيح بيديا جويلر تيجادا.[29]

## بيرو
1. 1914 انقلاب بقيادة أوسكار بينافيدس.
2. 1919 انقلاب بقيادة أوغستو ليقيا
3. 1930 انقلاب بقيادة لويس ميغيل سانشيز سيرو
4. 1948 انقلاب بقيادة مانويل أ. أودريا
5. 1962 انقلاب تحت قيادة ريكاردو بيريز جودوي ضد مانويل برادو أوغارتيشي
6. 1968 انقلاب تحت قيادة خوان فيلاسكو ألفارادو ضد الرئيس فرناندو تيري
7. 1992 انقلاب تحت حكم ألبرتو فوجيموري (انقلاب ذاتي)

## تايلاند
عدد الانقلابات في تايلاند - سواء كانت ناجحة أو غير ناجحة - غير مؤكد، مما دفع أحد الأكاديميين إلى الدعوة إلى تضافر الجهود لوضع قائمة نهائية. ووفقًا لبول تشامبر، الأستاذ في معهد شؤون جنوب شرق آسيا بجامعة شيانج ماي، كان هناك ما يقرب من 30 محاولة انقلاب في تايلاند (سواء كانت ناجحة أو غير ناجحة) منذ عام 1912. والبعض يحصي 11 انقلابًا منذ عام 1932. يدعي آخرون أن هناك 13 منذ عام 1932.
1. 1912: اكتشاف وإحباط انقلاب خطط له ضباط الجيش.
2. 24 يونيو 1932: أطاح حزب خانا راتسادون بالنظام الملكي المطلق للملك راما السابع.[33]
3. 20 يونيو 1933: Phraya Phahon Phonphayuhasena يطيح بفرايا مانوباكورن نيتيتادا.[33]
4. 11-23 أكتوبر 1933: تمرد الملك لإلغاء نتائج انقلاب يونيو 1933
5. 3 أغسطس 1935: تمرد ناي سيب.[34]
6. 29 يناير 1939: أكثر من تطهير أو انقلاب داخلي، كان من عمل رئيس الوزراء فيبول لإزالة الأعداء والمنافسين السياسيين.
7. 7 نوفمبر 1947: فين تشونهافان يطيح بثوال ثامرونج نافاسوادي.[33]
8. انقلاب تايلاند عام 1949: فشلت محاولة الانقلاب التي قام بها بريدي، والتي شهدت احتلال أنصاره للقصر الكبير.[34]
9. 29 يونيو 1951: حاول أنصار بريدي في البحرية القيام بانقلاب عندما حاولوا الاستيلاء على فيبون.
10. 29 نوفمبر 1951: الإطاحة العسكرية بدستور عام 1949 والرجوع إلى دستور عام 1932.
11. 21 سبتمبر 1957: ساريت ثانارات تطيح ببلايك بيبولسونكرام
12. 20 أكتوبر 1958: الانقلاب الذاتي لساريت ثانار
13. 18 نوفمبر 1971: الانقلاب الذاتي لثانوم كيتيكاتشورن.[33]
14. فبراير 1976: هزيمة محاولة الانقلاب العسكري في فبراير.
15. 6 أكتوبر 1976: سانجاد تشالوريو يطيح بسيني براموج.[33]
16. 20 أكتوبر 1977: كريانجساك شامانان يطيح بتانين كريفيتشين.[33]
17. 1981: فشل انقلاب قاده نائب القائد العام للجيش عندما قمعت القوات الموالية للحكومة التمرد. طرد مجموعة الضباط «الترك الشباب» الذين قاموا بالانقلاب من الجيش.[34]
18. 1985: فشلت محاولة الانقلاب التي قام بها الكولونيل مانونكريت روبكاتشورن، وهو عضو في حزب تركيا الفتاة، وتم اعتقال عدد من كبار الضباط فيما بعد.
19. 24 فبراير 1991: سونثورن كونغسومبونج يطيح بشانيشاي شونهافان.[33]
20. 19 سبتمبر 2006: سونثي بونياراتجلين يطيح بتاكسين شيناواترا.[33]
21. 22 مايو 2014: برايوت تشان أو تشا يطيح بنيواتهامرونج بونسونغبيسان.[33]

## ترانسكي
1. 30 ديسمبر 1987: أطاح بانتو هولوميزا بستيلا سيغساو.

## تركيا
1. 23 يناير 1913: أطاحت لجنة الاتحاد والترقي بالصدر الأعظم كامل باشا بعد حرب البلقان الأولى، مما أدى إلى حكم «الباشوات الثلاثة» في الإمبراطورية العثمانية.
2. 27 مايو 1960: أطاحت مجموعة من ضباط القوات المسلحة التركية ذوي الرتب المتوسطة، سُميت فيما بعد لجنة الوحدة الوطنية، بحكومة الحزب الديمقراطي بقيادة رئيس الوزراء عدنان مندريس.
3. 22 فبراير 1962: محاولة انقلاب فاشلة بقيادة العقيد طلعت ايدمير بسبب الاستياء من نتائج الانتخابات في 9 يوليو 1961.
4. 20 مايو 1963: محاولة انقلاب ثانية فاشلة بقيادة ضباط موالين للعقيد طلعت ايدمير المتقاعد بعد محاولة الانقلاب السابقة. كان الدافع وراء المتآمرين هو تطهير ضباط الجيش الذين شاركوا في انقلاب 27 مايو 1960. منعت حكومة عصمت إينونو الانقلاب. وإعدام العقيد طلعت ايدمير الذي حصل على عفو عن المحاولة السابقة.
5. 9 مارس 1971: إحباط محاولة انقلابية قام بها ضباط يساريون في الجيش.
6. 12 مارس 1971 بقيادة أربعة من قادة القوات المسلحة التركية يطيحون بسليمان دميرل
7. 12 سبتمبر 1980: رئيس هيئة الأركان العامة كنعان أورن يطيح بالحكومة برئاسة رئيس الوزراء سليمان ديميريل رداً على العنف السياسي الواسع الانتشار.
8. 28 فبراير 1997: هيئة الأركان العامة تصدر مذكرة تطالب بعكس العديد من سياسات حكومة نجم الدين أربكان الإسلامية، مما عجل بانهيارها. بسبب عدم وجود استيلاء عسكري علني، يُعرف الحدث شعبياً باسم «انقلاب ما بعد الحداثة».
9. 27 أبريل 2007: وسط مأزق سياسي يتعلق بالانتخابات الرئاسية الجارية، أصدرت هيئة الأركان العامة بيانًا، أطلق عليه فيما بعد بيان المذكرة الإلكترونية، حول الانتخابات الرئاسية التي فُهمت على أنها انتقاد لمرشح حزب العدالة والتنمية الحاكم عبد الله غل. تم حل الأزمة من خلال انتخابات مبكرة أجريت في وقت لاحق من ذلك العام، والتي أسفرت عن فوز جول بالرئاسة بأغلبية ساحقة.
10. 15 يوليو 2016: قامت مجموعة داخل الجيش التركي مرتبطة بجماعة كولن، بمحاولة عسكرية فاشلة للإطاحة بحكومة الرئيس رجب طيب أردوغان.[35]

## ترينداد وتوباغو
1. 27 يوليو - 1 أغسطس 1990: محاولة انقلاب فاشلة قام بها تنظيم جماعة المسلمين بقيادة ياسين أبو بكر ضد رئيس الوزراء أ. ن. ر. روبنسون.

## تشاد
1. 13 أبريل 1975: نويل ميلاريو أودينجار يطيح بفرنسوا تومبالباي.
2. 7 يونيو 1982: حسين حبري يطيح بقوكوني وديع
3. 1 ديسمبر 1990: إدريس ديبي يطيح بحسين حبري
4. 16 مايو 2004: محاولة انقلاب فاشلة ضد الرئيس إدريس ديبي.
5. 14 مارس 2006: انقلاب فاشل ضد الرئيس إدريس ديبي.[36][37]

## تشيكوسلوفاكيا
1. 1926-1928 شائعات عن مؤامرات انقلابية قام بها رادولا جاجدا والجيش التشيكوسلوفاكي ضد حكومة الرئيس توماش ماساريك.
2. 25 فبراير 1948: قام الحزب الشيوعي في تشيكوسلوفاكيا بقيادة كليمنت جوتوالد بإقصاء جميع العناصر الديمقراطية من السلطة.

## توجو
1. 13 يناير 1963: إتيان إياديما وإيمانويل بودجولي يطيحان بسيلفانوس أوليمبيو.
2. 13 يناير 1967: إتيان إياديما وكليبر دادجو يطيحان نيكولاس جرونيتسكي.

## توفا
1. يناير 1929: أطاح الفصيل المؤيد للسوفييت والمناهض للبوذية التابع للحزب الثوري الشعبي التوفاني بحكومة جمهورية طوفان الشعبية في مدينة توفا الحديثة.

## تونس
1. 15 يوليو 1957: أطاح الحبيب بورقيبة بمحمد الأمين باي.
2. 7 نوفمبر 1987: زين العابدين بن علي يطيح بالحبيب بورقيبة
3. 25 جويلية 2021:قيس سعيد يقوم بتجميد عمل البرلمان التونسي ويستأثر بجميع السلطات.

## الغابون
1. 17-18 فبراير 1964: أطاحت مجموعة من الضباط الغابونيين بالرئيس ليون إمبا
2. 7 يناير 2019: جنود غابون يستولون على الإذاعة الوطنية في محاولة انقلابية على الرئيس علي بونغو أونديمبا.
3. 30 أغسطس 2023: مجموعة ضباط في الغابون يستولون على السلطة، أعلنوا ذلك عبر التلفزيون الرسمي، في صباح يوم الأربعاء 30 أغسطس 2023 ويفرضون الإقامة الجبرية على الرئيس علي بونغو أونديمبا، ويقررون إغلاق الحدود إلى إشعار آخر، وإلغاء الانتخابات التي جرت في 26 أغسطس من نفس العام، ويختارون الجنرال بريس أوليغي رئيساً مؤقتاً للفترة الانتقالية.

## الجبل الأسود
1. أكتوبر 2016: محاولة عملاء من المعارضة والروس ضد حكومة ميلو دوكانوفيتش في يوم الانتخابات البرلمانية.[38]

## الجزائر
1. 3 يوليو 1962: هواري بومدين وأحمد بن بلة يطيحون بن يوسف بن خده.
2. 19 يونيو 1965: هواري بومدين يطيح بأحمد بن بلة.[39]
3. 11 يناير 1992: خالد نزار يطيح بالشاذلي بن جديد.[40]

## جزر القمر
1. 3 أغسطس 1975: أطاح سعيد محمد جعفر وبوب دنارد بأحمد عبد الله.
2. 23 مايو 1978: أحمد عبد الله وبوب دنارد يطيحان بعلي صويلح.
3. 26 نوفمبر 1989: سعيد محمد جوهر وبوب دنارد يطيحان بأحمد عبد الله.
4. 28 سبتمبر 1995: بوب دنارد يطيح بسعيد محمد جوهر لمدة 7 أيام. (انظر عملية أزالي)
5. 30 أبريل 1999: غزالي عثماني يطيح بتاج الدين بن سعيد ماسوندي.[41]
6. 20 أبريل 2013 انقلاب فاشل ضد الرئيس إيكليلو ضوينين [42]

## جزر سليمان
1. 2000 انقلاب بواسطة Malaita Eagle Force

## جورجيا
1. 3 مايو 1920: 1920 محاولة انقلاب ضد جمهورية جورجيا الديمقراطية.
2. 6 يناير 1992: تنجيز كيتوفاني وجابا يوسيلياني يطيحان بزفياد جامساخورديا.

## الدنمارك
1. عام 1660 فريدريك الثالث يعلن حالة الطوارئ بعد الحرب الدانو السويدية لفرض ملكية وراثية مطلقة بالقوة
2. 1772 سيطرت يوليانا ماريا على الحكم.
3. 1784 ؛ أطاح ولي العهد فريدريك بجوليانا ماريا

## دومينيكا
1. 27 أبريل 1981 ؛ محاولة انقلاب الفاشلة من قبل الأمريكيين والكنديين النازيين للإطاحة برئيس الوزراء يوجينيا تشارلز وإعادة رئيس الوزراء باتريك جون.

## جمهورية الدومنيكان
1. 30 مايو 1849: أطاح بيدرو سانتانا بمانويل خيمينيس.
2. 13 يونيو 1858: أطاح خوسيه ديزيديو فالفيردي ببوينافينتورا بايز
3. 25 سبتمبر 1963: إلياس ويسين ويسين يطيح بخوان بوش، مما أدى إلى الحرب الأهلية الدومينيكانية.

## رواندا
1. 5 يوليو 1973: جوفينال هابياريمانا يطيح بغريغوار كاييباندا

## روسيا
1. 15 مارس 1917: أُجبر القيصر الروسي نيكولاس الثاني على التنازل عن العرش لصالح الحكومة الروسية المؤقتة، وإنهاء الإمبراطورية الروسية وسلالة رومانوف.
2. 7 نوفمبر 1917: أطاح الفصيل البلشفي من حزب العمل الاشتراكي الديمقراطي الروسي بقيادة فلاديمير لينين بالحكومة الروسية المؤقتة وشكل جمهورية روسيا الاتحادية الاشتراكية، مما أدى إلى اندلاع الحرب الأهلية الروسية وتشكيل الاتحاد السوفيتي.
3. من 19 إلى 21 أغسطس 1991: قامت مجموعة من المتشددين في الحزب الشيوعي السوفيتي بتشكيل لجنة الدولة لحالة الطوارئ ومحاولة الإطاحة بالرئيس ميخائيل جورباتشوف من أجل عكس إصلاحاته؛ قمع الانقلاب من قبل رئيس روسيا بوريس يلتسين، مما أضعف سلطة الحزب الشيوعي وتسريع تفكك الاتحاد السوفيتي.
4. من 21 سبتمبر إلى 4 أكتوبر 1993: قام الرئيس الروسي بوريس يلتسين، بمساعدة القوات المسلحة الروسية، بحل مجلس السوفيات الأعلى بشكل غير قانوني ووقف العمل بالدستور ردًا على إجراءات العزل ضده.

## رومانيا
1. 1866 انقلاب من قبل «التحالف الوحشي» من الليبراليين والمحافظين ضد الأمير الكسندر جون كوزا
2. 1938: ملك رومانيا كارول الثاني ضد كورنيليو زيليا كودريانو والحرس الحديدي
3. 1940: أطاح هوريا سيما وأيون أنتونيسكو بملك رومانيا كارول الثاني وأسسوا الدولة الوطنية الفيلق.
4. 1941: ثورات الحرس الحديدي ضد أيون أنتونيسكو دون جدوى، مما أدى إلى قمع الحرس الحديدي ومذبحة كبرى في بوخارست.
5. 1944: قام الملك الروماني مايكل الأول وقسطنطين سونتيسكو بإطاحة حكومة أيون أنتونيسكو من السلطة بسبب الغزو السوفيتي لرومانيا.
6. 1947: أجبر رئيس الوزراء بيترو جروزا الملك مايكل الأول على التنازل عن العرش، مشكلاً جمهورية رومانيا الاشتراكية.
7. 1989 - الثورة الرومانية: أطاح إيون إيليسكو وجبهة الإنقاذ الوطني التابعة له بنيكولاي كيزيسكو جنبًا إلى جنب مع سلسلة من الاضطرابات والانتفاضات المدنية، مما أدى إلى إنهاء حكم الحزب الشيوعي الروماني.

## زامبيا
1. 1 يوليو 1990: حاول موامبا لوتشيمبي الإطاحة بالرئيس كينيث كاوندا.
2. 28 أكتوبر 1997: فشل ستيفن لونجو في الإطاحة بالرئيس فريدريك تشيلوبا.

## زنجبار
1. 12 يناير 1964 م: قاد جون أوكيلو ثورة زنجبار التي أطاحت بالسلطان جمشيد بن عبد الله.

## زيمبابوي
1. 2007 محاولة الانقلاب المزعومة في يونيو 2007
2. 14 نوفمبر 2017: انقلاب أدى إلى عزل الرئيس روبرت موغابي.[43]

## ساحل العاج
1. 24 ديسمبر 1999: روبرت جوى يطيح بهنري كونان بيدي

## ساو تومي وبرينسيبي
1. 15 أغسطس 1995: مانويل كوينتاس دي ألميدا يطيح بميغيل تروفوادا لمدة 6 أيام
2. 16 يوليو 2003: فرناندو بيريرا (الرائد) يطيح بفراديك دي مينيزيس لمدة 7 أيام.

## المملكة العربية السعودية
1. 1969 حاول أفراد من سلاح الجو الملكي السعودي مستوحى من حركة الضباط الأحرار في ليبيا الإطاحة بالملك فيصل.

## السلفادور
1. 2 ديسمبر 1931 انقلاب بواسطة ماكسيميليانو هيرنانديز مارتينيز.
2. 2 أبريل 1944: فشل الجيش في الانقلاب.
3. 20 أكتوبر 1944 انقلاب بواسطة أوسمين أغيري.
4. 14 ديسمبر 1948 انقلاب بواسطة مانويل دي خيسوس كوردوفا.
5. 26 أكتوبر 1960: انقلاب غير دموي يطيح بالرئيس خوسيه ماريا ليموس.
6. 25 يناير 1961: أطاح انقلاب بالمجلس العسكري الذي تأسس قبل بضعة أشهر فقط.
7. 15 أكتوبر 1979: انقلاب عسكري أوصل الحكومة الثورية المجلس العسكري في السلفادور إلى السلطة.
8. 9 فبراير 2020: محاولة انقلاب ذاتي من قبل نيب بوكيل

## السودان
1. 16 نوفمبر 1958: إبراهيم عبود يطيح بعبد الله خليل.
2. 1964: أدت ثورة أكتوبر في السودان، مدفوعة بإضراب عام وأعمال شغب، إلى إجبار الرئيس إبراهيم عبود على نقل السلطة التنفيذية إلى حكومة مدنية انتقالية، والاستقالة في نهاية المطاف.
3. 25 مايو 1969: جعفر النميري يطيح بإسماعيل الأزهري.
4. 19-22 يوليو 1971: فشل الانقلاب الشيوعي
5. 2 فبراير 1977: محاولة انقلاب فاشلة في جوبا.
6. 6 أبريل 1985 عبد الرحمن سوار الذهب يطيح بجعفر النميري
7. 30 يونيو 1989: عمر البشير والجبهة الإسلامية الوطنية يطيحون بالرئيس أحمد الميرغني ورئيس الوزراء صادق المهدي ويؤسسون مجلس قيادة الثورة للإنقاذ الوطني.
8. 10 أبريل 2019: أطاحت القوات المسلحة السودانية بقيادة أحمد عوض بن عوف بعمر البشير إبان الثورة السودانية.
9. 25 أكتوبر 2021: انقلاب عسكري بقيادة عبد الفتاح البرهان ضد المكون المدني في حكومة الفترة الإنتقالية ووضع رئيس الوزراء المدني عبدالله حمدوك قيد الإقامة الجبرية واعتقال عدد من كبار الشخصيات في الحكومة، مما دفع رئيس الوزراء عبدالله حمدوك بعد ذلك لتقديم استقالته.
10. 15 ابريل 2023 : محاولة انقلاب فاشلة من قبل قوات الدعم السريع بقيادة محمد حمدان دقلو على السلطة العسكرية في المجلس العسكري بقيادة عبد الفتاح البرهان عن طريق اقتحام القصر الجمهوري و منزل عبد الفتاح البرهان ومقتل 35 فردًا من الحرس الرئاسي السوداني ، مما ادى الى اندلاع مواجهات في العاصمة السودانية الخرطوم و عدة مناطق اخرى بين قوات الدعم السريع والقوات المسلحة السودانية.

## سوريا
1. 1925-1927: الثورة السورية الكبرى، بقيادة سلطان الأطرش ضد الانتداب الفرنسي.
2. 29 مارس 1949 انقلاب حسني الزعيم ضد شكري القوتلي.
3. 14 أغسطس 1949 انقلاب سامي الحناوي ضد حسني الزعيم.
4. 3 ديسمبر 1951 انقلاب أديب الشيشكلي ضد هاشم الأتاسي.
5. 25 فبراير 1954 انقلاب مأمون الكزبري ضد أديب الشيشكلي
6. 29 سبتمبر 1961 انقلاب حيدر الكزبري وآخرين ضد جمال عبد الناصر
7. 8 مارس 1963: لؤي الأتاسي وحزب البعث العربي الاشتراكي يطيحون بجمهورية سوريا بقيادة ناظم القدسي.
8. 21-23 فبراير 1966: أطاح صلاح جديد بأمين حافظ والقيادة الوطنية لحزب البعث، مما أدى إلى انقسام في حزب البعث.
9. 13 نوفمبر 1970: حافظ الأسد يطيح بصلاح جديد.

## سورينام
1. 25 فبراير 1980: انقلاب عسكري بقيادة ديزي بوترس يطيح برئيس الوزراء هينك أرون.
2. 13 أغسطس 1980: أطاح الجيش بقيادة ديسي بوترس بالرئيس يوهان فيرير.
3. 24 ديسمبر 1990: طرد جيش سورينام الرئيس رامسيواك شنكار.

## السويد
1. 1569: مؤامرة 1569 ضد يوهان الثالث.
2. 1574: مؤامرة مورناي ضد يوهان الثالث.
3. 1756: محاولة انقلاب قامت بها الملكة لوفيسا أولريكا البروسية ضد سلطة ريكسداغ الطبقات المتزايدة.
4. 1772: ثورة قام غوستاف الثالث بحل البرلمان الريكسداجي منهياً عصر الحرية.
5. 1789: مؤامرة 1789 هيدفيغ إليزابيث من شارلوت هولشتاين-غوتورب ضد صهرها الملك غوستاف الثالث.
6. 1793: الكشف عن مؤامرة غوستاف ماوريتس أرمفلت، برفقة ماغدالينا رودنشولد بقصد عزل الحكومة الوصية على غوستاف الرابع أدولف.
7. 1809: انقلاب أطاح عدد من النبلاء في الجيش السويدي بملك السويد غوستاف الرابع أدولف بعد الهزيمة في الحرب الفنلندية.

## سويسرا
1. 8 يناير 1800: طرد الجمهوريون (هانز كونراد إيشر، بول أوستيري، ألبريشت رينجر، برنارد فريدريش كون) باتريوتس (كارل ألبريشت فون فريشينج، كارل فون مولر-فريدبرج وكارل هاينريش جشفيند)
2. 7 أغسطس 1800: الوطنيون يطيحون بالجمهوريين
3. 27/28 أكتوبر 1801: الفدرالي (ألويس ريدينج ويوهان رودولف فون فريشينج) بمساعدة الفرنسي ريموند فيرنينك يطرد يونيتارييه وباتريوتس
4. 17 أبريل 1802: يونيتارييه بقيادة برنارد فريدريش كوهنز يطيح بالفيدرالي ألويس ريدينغ
5. 6 سبتمبر 1839: زوريبوتش: حركة راديكالية بقيادة كونراد ملكيور هيرزل وفريدريش لودفيج كيلر تطيح بالليبراليين. مقتل يوهانس هيغتشويلر.

## سيراليون
1. 21 مارس 1967: ديفيد لانسانا يطيح بسياكا ستيفنز
2. 19 أبريل 1968: أطاح جون أمادو بانجورا بأندرو جوكسون سميث
3. 29 أبريل 1992: أطاح فالنتين شتراسر بجوزيف سيدو موموه
4. 16 يناير 1996: جوليوس مادا بيو يطيح بفالنتين شتراسر.
5. 25 مايو 1997: جوني بول كوروما يطيح بأحمد تيجان كبه.

## سيسكي
1. 4 مارس 1990: أوبا كوزو وقوة دفاع سيسكي يطيحون بـ لينوكس سيبي.[44]

## سيشيل
1. 5 يونيو 1977: أطاحت فرانس-ألبير رينيه بدعم من فرنسا بجيمس مانشام.

## صربيا
1. 1804-1813: الانتفاضة الصربية الأولى
2. 1814: ثورة هادي برودان
3. 28 سبتمبر 1883: تمرد تيموك
4. 28-29 مايو 1903: انقلاب مايو
5. 1917: انتفاضة توبليكا.

## الصومال
1. 21 أكتوبر 1969: محمد سياد بري يطيح بمختار محمد حسين
2. 26 يناير 1991: محمد فرح عيديد والكونغرس الصومالي الموحد يطيحون بمحمد سياد بري، ويبدأون الحرب الأهلية الصومالية.

## الصين
1. 249: حادثة مقابر غاو بينغ بقيادة سيما يي
2. 2 يوليو 626: أثناء حادثة بوابة شوانوو، قتل الأمير لي شي مين وأتباعه المقربون ولي العهد لي جيانتشنغ والأمير لي يوانجي قبل أن يستوليا على حكومة تانغ بالكامل من الإمبراطور قاوزو.[45]
3. فبراير 960: انقلاب على جسر تشين في عهد أسرة تشو اللاحقة، قام أحد الجنرال تشاو كوانجين، بتنفيذ انقلاب نجح في إجبار آخر حكام السلالة، الإمبراطور غونغ، على التنازل عن العرش لصالحه.
4. 1856: حادثة تيانجين: تمرد تايبينغ الشرقي الملك يانغ شيوتشينغ يحاول السيطرة على مملكة تايبينغ السماوية من الملك هونغ شيوكوان لكنه قتل وأتباعه
5. 1861: انقلاب Xinyou: بمساعدة الأمير جونغ، أطاحت الإمبراطورة الأرملة تسيشي بثمانية حكام (بقيادة سوشون) عينهم إمبراطور الإمبراطور شيان فنغ على فراش الموت.
6. 21 سبتمبر 1898: انقلاب وشو: رداً على إصلاحات المائة يوم، تتولى الإمبراطورة الأرملة تسيشي السلطة من الإمبراطور غوانغ شو.
7. 12 فبراير 1912: انقلاب بقيادة الجنرال تشينغ يوان شيكاي، يجبر الإمبراطور بويي بتنازل عن العرش وأنشأ حكومة بييانغ، منهية سلالة تشينغ.
8. أواخر عام 1913 - يناير 1914: قام يوان شيكاي بقمع الجمعية الوطنية الصينية.
9. 22 ديسمبر 1915: أطلق يوان شيكاي انقلابًا ذاتيًا بتأسيس إمبراطورية الصين، مع نفسه كإمبراطور للصين.
10. 14 يونيو 1917: قام الجنرال تشانغ شون الموالي لتشينغ بالإطاحة بالرئيس الصيني لي يوان هونغ وأعلن لاحقًا استعادة إمبراطورية تشينغ مع بويى كإمبراطور.
11. 12 يوليو 1917: سحق جنود دوان كيروي محاولة ترميم قصيرة.
12. 19 يوليو 1920: أطاح تساو كون وزهانغ زولين بدوان كيروي.
13. 25 يناير 1922: أطاح وو بيفو بـ ليانغ شيي مما تسبب في حرب تشيلي - فنغتيان الأولى.
14. 23 أكتوبر 1924: أطاح فنغ يو شيانغ بـ تساو كون وأسس جيش الشعب الوطني.
15. 18 أبريل 1926: استولى Zhang Xueliang و Wu Peifu على العاصمة بكين ثم أقالوا المدينة مما أدى إلى انهيار حكومة بكين وتدمير جزء جيش الشعب الوطني.
16. 2 يونيو 1928: أطاح يان شيشان (المتحالف مع شيانج كاي شيك) بتانج زولين.
17. أبريل 1930: طرد يان شيشان أنصار شيانغ كاي تشيك من بكين، ليبدأوا حرب السهول الوسطى.
18. 12 ديسمبر 1936-25 ديسمبر 1936: اختطف شيانغ كاي شيك في محاولة للاستيلاء على السلطة وإنشاء جبهة موحدة مناهضة لليابان مع الحزب الشيوعي ضد الاحتلال الياباني لمنشوريا.

## العراق
1. 20 أكتوبر 1936: أطاح بكر صدقي بياسين الهاشمي.
2. 1 أبريل 1941: رشيد عالي الكيلاني يطيح بعبد الإله بدعم من دول المحور، مما أدى إلى الحرب الأنجلو-عراقية.
3. 14 يوليو 1958: عبد الكريم قاسم يطيح بالملك فيصل الثاني وينهي النظام الملكي الهاشمي في العراق.
4. 8 فبراير 1963: أطاح عبد السلام عارف وأحمد حسن البكر بعبد الكريم قاسم
5. 11
6. 17 يوليو 1968: أحمد حسن البكر يطيح بعبد الرحمن عارف ويؤسس جمهورية العراق تحت حكم حزب البعث العربي
7. 8 يونيو 1996 :   محاولة انقلاب فاشلة بدعم من الولايات المتحدة للإطاحة بالرئيس العراقي صدام حسين
8. 18 ديسمبر 2008 :  اعلنت وزارة الداخلية العراقية انها القت القبض على  35 شخص منتمين ل حزب البعث العراقي اردى عمل انقلاب ضد رئيس الوزراء نوري المالكي

## سلطنة عمان
1. 23 يوليو 1970: أطاح قابوس بن سعيد بوالده سعيد بن تيمور أثناء ثورة ظفار.

## غامبيا
1. 22 يوليو 1994: يحيى جامع يطيح بدادة جاوارا
2. 30 ديسمبر 2014: انقلاب فاشل على يحيى جامح بقيادة الرئيس السابق للحرس الجمهوري لامين سانيه.

## غانا
1. 24 فبراير 1966: أطاح جوزيف آرثر أنكراه بكوامي نكروما.
2. 17 أبريل 1967: انقلاب عسكري فاشل.
3. 13 يناير 1972: أغناطيوس كوتو أتشيمبونج يطيح بكوفي أبريفا بوسيا.
4. 5 يوليو 1978: فريد أكوفو يطيح بإغناتيوس كوتو أتشيمبونج.
5. 4 يونيو 1979: أطاح جيري رولينغز بفريد أكوفو
6. 31 ديسمبر 1981: جيري راولينغز يطيح بهيلا ليمان

## غرينادا
1. 13 مارس 1979: موريس بيشوب يطيح بإريك جيري
2. 14 أكتوبر 1983: برنارد كوارد يطيح بموريس بيشوب
3. 19 أكتوبر 1983: أطاح هدسون أوستين ببرنارد كوارد

## غواتيمالا
1. 8 يوليو 1954: نجح كارلوس كاستيلو أرماس في الإطاحة بحكومة حزب العمل الثوري بقيادة جاكوبو أربينز غوزمان؛ بمساعدة وكالة المخابرات المركزية في عملية انقلاب غواتيمالا.
2. 1963 انقلاب تحت قيادة إنريكي بيرالتا أزورديا
3. 1982 انقلاب تحت قيادة إفراين ريوس مونت

## غوام
1. 1898 انقلاب بواسطة خوسيه سيستو يطيح بفرانسيسكو بورتوساش مارتينيز
2. 1898 انقلاب من قبل فينانسيو روبرتو والعديد من سكان الجزر أطاحوا بخوسيه سيستو، الذي أعيد تعيينه في النهاية في منصبه القديم من قبل الحكومة الفيدرالية الأمريكية.

## غينيا
1. 3 أبريل 1984: أطاح لانسانا كونتي بيفوجوي.
2. 24 ديسمبر 2008: موسى داديس كامارا يطيح بأبو بكر سومباري.

## غينيا الإستوائية
1. 29 سبتمبر 1979: تيودورو أوبيانج نغويما مباسوجو يطيح بفرانسيسكو ماسياس نغيما.
2. 7 مارس 2004: توقفت محاولة انقلاب قبل وصول المتآمرين للبلاد

## غينيا بيساو
1. 14 نوفمبر 1980: جواو برناردو فييرا يطيح بلويس كابرال.
2. 7 مايو 1999: أطاح أنسوماني ماني جواو برناردو فيير.
3. 14 سبتمبر 2003: فيريسيمو كوريا سيبرا يطيح بكومبا يالا.
4. 12 أبريل 2012: الجيش يطيح بالحكومة.

## فرنسا
1. 1567 - مفاجأة مو: فشل مؤامرة لويس، أمير كوندي لاختطاف الملك تشارلز التاسع، مما تسبب في الحرب الفرنسية الثانية للدين
2. 10 أغسطس 1792 - تمرد 10 أغسطس 1792: حشدت كومونة باريس الحشود الجمهورية وقوات الحرس الوطني لاقتحام قصر التويلري، مما أدى فعليًا إلى خلع النظام الملكي الفرنسي وسجن الملك لويس السادس عشر
3. 31 مايو - 2 يونيو 1793 - تمرد 31 مايو - 2 يونيو 1793: - اعتقلوا جميع وزراء ونواب جيروندين المتحالفين مع مونتانيارد وإعدامهم
4. 26-28 يوليو 1794 - رد الفعل الترميدوري: مؤامرة من المونتانارد ضد روبسبيرست تشكل تحالفًا لإلقاء القبض على ديكتاتور الأمر الواقع روبسبير ورفاقه وإعدامهم؛ يهربون ولكن يتم القبض عليهم مرة أخرى ويتم إعدامهم
5. 1 أبريل 1795 - تمرد 12 جرمينال، السنة الثالثة: احتل المواطنون غير المسلحين المؤتمر الوطني، لكنهم طردهم الحرس الوطني دون إراقة دماء
6. 5 أكتوبر 1795 - 13 Vendémiaire: سحق الجيش الثوري الفرنسي تحت قيادة نابليون محاولة ملكية للاستيلاء على السلطة في باريس أثناء تمرد Vendée
7. 4 سبتمبر 1797 - انقلاب 18 فروكتيدور: الدليل الفرنسي، بدعم من الجيش، يطرد الملكيين
8. مايو 1796 - مؤامرة المتساوين: فشل محاولة راديكالية للإطاحة بالدليل بقيادة جراتشوس بابوف
9. 11 مايو 1798 - قانون 22 فلوريال السنة السادسة: الدليل الفرنسي يطرد 106 نواب يعقوب من مجلس الخمسمائة.
10. 18 يونيو 1799 - انقلاب 30 بريريال السابع: حصلت المجالس على إزالة ثلاثة من الأعضاء الخمسة في الدليل الفرنسي من خلال الضغط العسكري، وترك إيمانويل جوزيف سييس العضو المهيمن في الحكومة الفرنسية.
11. 9 نوفمبر 1799 - انقلاب 18 برومير: أطاح نابليون بونابرت بالدليل الفرنسي وأقام القنصلية الفرنسية
12. فبراير 1804 - مؤامرة بيشيغرو: مؤامرة ملكية فاشلة للإطاحة بالقنصلية النابليونية
13. 23 أكتوبر 1812 - انقلاب ماليت عام 1812: فشل الجنرال كلود فرانسوا دي ماليه في إزاحة نابليون من السلطة أثناء غيابه عن الحملة الروسية
14. 2 ديسمبر 1851 - الانقلاب الفرنسي عام 1851: قام لويس نابليون بونابرت، رئيس فرنسا آنذاك، بحل الجمعية الوطنية وأصبح الحاكم الوحيد للبلاد. في العام التالي، أعاد الإمبراطورية الفرنسية بعد استفتاء.
15. 23 فبراير 1899 - محاولة الانقلاب الفرنسية عام 1899 [فرنسي]: محاولات بول ديروليدي للإطاحة بالجمهورية الفرنسية الثالثة
16. 13 مايو 1958 - مايو 1958 أزمة في فرنسا: انقلاب جزئي بقيادة بيير لاجيلارد، وبعد ذلك أعيد شارل ديغول إلى السلطة وأسس الجمهورية الفرنسية الخامسة
17. 21-26 أبريل 1961 - انقلاب الجزائر عام 1961: انقلاب فاشل ضد الرئيس شارل ديغول يهدف إلى منع الانسحاب من الجزائر الفرنسية.

## الفلبين
منذ الغزو الإسباني عام 1565 وحتى عام 1898، كان هناك أكثر من 20 ثورة فلبينية فاشلة ضد إسبانيا، بما في ذلك الثورات الصينية (1603، 1662)، وتمرد داجوهوي (1744–1825)، وتمرد سيلانج (1762–1663)، وتمرد بول (1840–41)، وجميعها سحقتها الحكومة الاستعمارية الإسبانية. كان معظمها بسبب معالجة المظالم الشخصية (استخدام الأراضي، والضرائب غير العادلة ، والعمل القسري) ولم يكن الهدف منها الإطاحة بالحكومة في مانيلا. توضح القائمة التالية المؤامرات التي استهدفت بالفعل الإطاحة بالحكومة الوطنية.
1. 1587-1588: مؤامرة توندو الفاشلة، التي سحقتها الحكومة الاستعمارية الإسبانية
2. 11 أكتوبر 1719: الإطاحة الناجحة واغتيال الحاكم العام فرناندو مانويل دي بوستيلو بوستامانتي إي رويدا من قبل أنصار رئيس أساقفة مانيلا فرانسيسكو دي لا كويستا.
3. 1 يونيو 1823: فشل تمرد أندريس نوفاليس وأعضاء الكريول في الجيش الإسباني الذي سحقته الحكومة الاستعمارية الإسبانية
4. 1828: مؤامرة بالميرو الفاشلة، أحبطتها الحكومة الاستعمارية الإسبانية
5. 20 يناير 1872: فشل تمرد كافيت، الذي سحقته الحكومة الاستعمارية الإسبانية
6. 5 ديسمبر 1896: تمرد مانيلا الفاشل، وسحقه الحكومة الاستعمارية الإسبانية
7. 1896-98: الثورة الفلبينية، حرب الاستقلال ضد الحكم الإسباني بقيادة المجتمع الكاتيبوني.[46] انتهت بهزيمة الإسبان على يد الأمريكيين في معركة خليج مانيلا والتنازل الإسباني عن جزر الهند الشرقية الإسبانية.
8. 1899–1901: الحرب الفليبينية الأمريكية ضد الولايات المتحدة بعد تنازل إسبانيا عن جزر الهند الشرقية الإسبانية، انتهت باستسلام الفلبينيين
9. 2 مايو 1935: فشل تمرد سكداليستا ضد الولايات المتحدة، والذي سحقته الحكومة الاستعمارية الأمريكية.
10. 1942-1954: تمرد فاشل للحكمة ضد اليابان ثم حكومة الفلبين، وانتهى باستسلام آل هوكس.
11. 21 مايو 1967: فشل في الإطاحة لابيانج مالايا بمحاولة الإطاحة بالرئيس فرديناند ماركوس، وانتهت بقتل القوات الحكومية واعتقال المشاركين فيها.
12. 1969 إلى الوقت الحاضر: تمرد شيوعي في الفلبين، مستمر حاليًا.
13. 26 يناير - 17 مارس 1970: عاصفة الربع الأول، احتجاجات حاشدة ضد فرديناند ماركوس.
14. 21 سبتمبر 1972: الانقلاب الذاتي لفرديناند ماركوس بإعلان الأحكام العرفية.
15. 22-25 فبراير 1986: ثورة الشعب الناجحة، انقلاب عسكري مدعوم من قبل المدنيين بقيادة خوان بونس إنريل وفيدل ف. راموس أطاح بماركوس كرئيس.
16. 6-8 يوليو 1986: محاولة انقلاب فاشلة، عُرفت بمؤامرة فندق مانيلا، بقيادة 490 جنديًا مسلحًا و 15000 مدني موالون للرئيس السابق فرديناند ماركوس، سحقتها الحكومة الفلبينية.
17. 11 نوفمبر 1986: محاولة انقلاب فاشلة، عُرِفت بمؤامرة «حفظ الله للملكة»، في الفلبين بقيادة خوان بونس إنريل.
18. 27-29 يناير 1987: محاولة انقلاب فاشلة، المعروفة باسم حادثة GMA-7، في الفلبين بقيادة الكولونيل أوسكار كانلاس.
19. 18 أبريل 1987: محاولة انقلاب فاشلة، المعروفة باسم حادثة السبت الأسود.
20. يوليو 1987: انتهت محاولة الانقلاب المزعومة، المعروفة بمؤامرة وزارة الداخلية ، بمقاضاة أربعة ضباط في محكمة عسكرية.
21. 28-29 أغسطس 1987: محاولة انقلاب فاشلة، المعروفة باسم انقلاب أغسطس 1987، في الفلبين بقيادة العقيد جريجوريو هوناسان.
22. 1-9 ديسمبر 1989: محاولة انقلاب في ديسمبر 1989، محاولة انقلاب فاشلة بقيادة العقيد جريجوريو هوناسان.
23. 4 مارس 1990: حصار فندق دلفينو ، قاتلت القوات الحكومية بقيادة العميد أوسكار فلورندو ضد قوات المتمردين بقيادة حاكم كاجايان المعلق رودولفو «آجي» أجوينالدو ، الذي سحقته الحكومة الفلبينية
24. 4-6 أكتوبر 1990: فشل تمرد بسبب أزمة مينداناو، شن الجنود المتمردون غارة فجرية على قاعدة عسكرية في مينداناو، هزمت من قبل الحكومة.
25. 17-20 يناير 2001: ثورة الشعب الثانية الناجحة: تم تنظيم احتجاج سياسي لمدة أربعة أيام في EDSA ، والذي أطاح بشكل سلمي بحكومة الرئيس جوزيف استرادا [47]
26. 25 أبريل - 1 مايو 2001: فشل ثورة الشعب الثالثة: تم تنظيم احتجاج سياسي لمدة سبعة أيام أيضًا في EDSA، في محاولة فاشلة لإعادة جوزيف استرادا إلى السلطة.
27. 27 يوليو 2003: فشل تمرد أوكوود، محاولة انقلاب فاشلة مع استسلام جنود متمردين بعد الاستيلاء على مجمعات أوكوود في منطقة الأعمال المركزية في ماكاتي.
28. 24 فبراير 2006: حالة الطوارئ لإحباط الانقلاب المزعوم ضد الحكومة
29. 29 نوفمبر 2007: فشل حصار شبه جزيرة مانيلا، احتل الجنود المتمردون فندق بينينسولا مانيلا ، واستسلموا لاحقًا للحكومة. المؤامرات المزعومة التي لم تتم تجربتها بعد:

## فندا
1. 5 أبريل 1990: غابرييل راموشوانا يطيح بفرانك رافيل [48]

## فنزويلا
1. 1835: المتمردون العسكريون بقيادة بيدرو كاروجو وجوليان كاسترو يطيحون لفترة وجيزة بحكومة خوسيه ماريا فارغاس.
2. 1858: انتفاضة بقيادة بيدرو كاروجو أطاحت بحكومة خوسيه تاديو موناغاس
3. 1899: أطاح جيش سيبريانو كاسترو بحكومة إجناسيو أندرادي
4. 1908: أعلن خوان فيسينتي غوميز نفسه رئيسًا بعد أن غادر سيبريانو كاسترو إلى أوروبا لتلقي العلاج الطبي.
5. 1918: مؤامرة مدنية عسكرية ضد حكومة خوان فيسينتي غوميز (مراحل التخطيط فقط ، فشلت) [49]

1. 1928: انتفاضة مدنية عسكرية ، بقيادة النقيب رافائيل ألفارادو فرانكو ، بهدف الإطاحة بالحكومة الدكتاتورية لخوان فيسينتي جوميز <nowiki><ref></nowiki> Insurrección del 7 de abril de 1928 نسخة محفوظة 22 سبتمبر 2020 على موقع واي باك مشين.</ref>
2. 1945: أطاح تمرد وحركة شعبية بالرئيس إيزياس مدينا أنغاريتا ، والتي شهدت الانتقال إلى حكومة ديمقراطية.
3. 1948: أطاح المجلس العسكري بقيادة كارلوس ديلجادو تشالبود بالرئيس المنتخب ديمقراطيا رومولو جاليجوس
4. 1958: أطيح بالديكتاتور ماركوس بيريز خيمينيز من قبل تمرد عسكري وحركة شعبية ، مما أدى إلى الانتخابات العامة الفنزويلية
5. 1992: محاولتان انقلابيتان فاشلتان ضد الرئيس كارلوس أندريس بيريز بقيادة هوغو شافيز ومجموعته MBR-200
6. 2002: انقلاب قصير ضد هوغو تشافيز بقيادة بيدرو كارمونا خلال إضراب عام كونفدرالية دي تراباجادوريس

## فنلندا
1. 27 يناير 1918: فشلت الحركة العمالية اليسارية الراديكالية في الإطاحة بمجلس الشيوخ الفنلندي.

1. 27 فبراير - 6 مارس 1932: فشلت حركة لابوا القومية الراديكالية في الإطاحة بالحكومة الفنلندية.
2. مؤامرة الشيوعية الفنلندية الموالية للسوفييت للإطاحة بالحكومة الفنلندية عام 1948. (ألغيت)

## فيتنام الجنوبية
1. 1960: فشل المقدم Vương Văn ươông والعقيد نغوين تشانه ثي في خلع الرئيس نغو دينه ديم.
2. 1963: قاد الجنرال ديواونغ فان منه مجموعة من ضباط جيش جمهورية فيتنام للإطاحة بالرئيس نجو دينه ديم ردًا على تعامل نجو مع الأزمة البوذية.
3. يناير 1964: أطاح الجنرال نجوين خانه بالمجلس العسكري بقيادة الجنرال دونج فين مينه في انقلاب أبيض.
4. سبتمبر 1964: فشل الجنرالات لام فون فات ودونج فين أوك في الإطاحة بالمجلس العسكري الحاكم بقيادة الجنرال نجوين خانه. وانهارت المحاولة دون وقوع إصابات.
5. ديسمبر 1964: المجلس العسكري الحاكم بقيادة الجنرال نجوين خان يحل المجلس الوطني الأعلى.
6. 1965: وصلت وحدات الجيش بقيادة الجنرال لام فون فات والعقيد فيوم نجوك ثو إلى طريق مسدود مع تلك التابعة للمجلس العسكري الحاكم، بقيادة الجنرال نجوين خانه. بعد ذلك استولى الجنرال نجوين كاو كو والمارشال الجوي نغوين تشانه ثي على السلطة بدعم من الولايات المتحدة. ثم أجبروا خانه على النفي.

## فيجي
1. 14 مايو 1987: أطاح سيتيفيني رابوكا برئيس الوزراء تيموسي بافادرا.
2. 28 سبتمبر 1987: أطاح سيتيفيني رابوكا بالحاكم العام راتو سير بينيا جانيلاو وأعلنها جمهورية.
3. 19 مايو 2000: جورج سبايت يطيح بماهيندرا تشودري
4. 5 ديسمبر 2006: فرانك باينيماراما يطيح بليسينيا كاراسي

## قبرص
1. 1972-1973: ثلاثة أساقفة من الكنيسة الأرثوذكسية القبرصية يحاولون الإطاحة بالمطران مكاريوس الثالث.
2. 15 يوليو 1974: نيكوس سامبسون، يطيح ببمكاريوس الثالث.

## قطر
1. 1972: خليفة بن حمد آل ثاني ينقلب ابن عمه الأمير أحمد بن علي آل ثاني أثناء زيارته إلى إيران.
2. 1995: حمد بن خليفة آل ثاني ينقلب على والده خليفة بن حمد آل ثاني وذلك أثناء سفره إلى الخارج.
3. 2012 :  اللواء حمد بن علي العطية قائد اركان الجيش القطري يقود محاولة انقلاب فاشلة ضد حمد بن خليفة
4. 2013 : تميم بن حمد يقود انقلاب ابيض على والده حمد بن خليفة
5. 2020 : حمد بن جاسم آل ثاني رئيس وزراء قطر الأسبق يقود محاولة انقلاب فاشله على ابن عمه تميم بن حمد آل ثاني

## الكاميرون
1. 6 أبريل 1984: فشل حرس القصر الرئاسي في الإطاحة بالرئيس بول بيا.

## كمبوديا
1. 18 مارس 1970: لون نول يطيح بنورودوم سيهانوك.[50]
2. 5 يوليو 1997: هون سين يطيح بنوردوم راناريده.

## كوبا
1. 3 سبتمبر 1933: أطاح فولعنسيو باتيستا بكارلوس مانويل دي سيسبيديس وكيسادا في ثورة الرقباء.
2. 10 مارس 1952: باتيستا يطيح بكارلوس بريو سوكاراس.
3. 1 يناير 1959: أطاح فيدل كاسترو وثواره الشيوعيون بحكومة فولجينسيو باتيستا

## كوريا الجنوبية
1. 3 أبريل 1948: أطلق حزب العمال الكوري الجنوبي في جزيرة جيجو انتفاضة ضد الحكومة العسكرية للجيش الأمريكي في كوريا وجمهورية كوريا الأولى بقيادة ري سينغمان.
2. 19 أكتوبر 1948: شن حزب العمال تمردًا مناهضًا للاشتراكية في مقاطعة جولا الجنوبية.
3. 2 يوليو 1952 في عهد سينغمان ري: مراجعة دستورية قسرية عسكريا.
4. 16 مايو 1961: أطاح بارك تشونغ هي بجمهورية كوريا الثانية بقيادة ين بو سيون واستبدلها بالمجلس الأعلى لإعادة الإعمار الوطني.
5. 17 أكتوبر 1972: قاد الرئيس بارك تشونج هي انقلابًا لاستعادة السلطة الرئاسية الكاملة بعد أن كان أداء حزبه ضعيفًا في الانتخابات، مما أدى إلى إنشاء جمهورية كوريا الرابعة.
6. 12 ديسمبر 1979: قام اللواء تشون دو هوان من قيادة الأمن الدفاعي باعتقال رئيس أركان جيش جمهورية كوريا جيونج سيونج هوا وحلفائه، مما أدى إلى تشكيل جمهورية كوريا الخامسة.
7. 17 مايو 1980: في عهد تشون دو هوان: امتداد للأحكام العرفية.
8. 2013: اتهم جهاز المخابرات الوطنية أعضاء من الحزب التقدمي الموحد بالتخطيط لانقلاب ضد الرئيسة بارك غن هيه في حال نشوب حرب مع كوريا الشمالية.

## كوريا الشمالية
1. حادثة فصيل كابسان: محاولة فصيل من مقاتلين سابقين مناهضين لليابان بقيادة باك كوم تشول للإطاحة بكم إيل سونغ، وإنهاء عبادة الشخصية، وإجراء إصلاحات اقتصادية. أدى إلى حملة قمع وتطهير في حزب العمال الكوري، وكذلك تنفيذ المبادئ العشرة لإنشاء نظام أيديولوجي موحد.

## كوستاريكا
1. 27 أبريل 1870: برونو كارانزا يطيح بخيسوس خيمينيز زامورا.
2. 30 يوليو 1876: أطاح فيسنتي هيريرا زيليدون أنيسيتو إسكيفيل ساينز
3. 27 يناير 1917: أطاح فيديريكو تينوكو جرانادوس بألفريدو غونزاليس فلوريس

## كولومبيا
13 يونيو 1953: أطاح غوستافو روخاس بينيلا بلوريانو غوميز.

## جمهورية الكونغو
1. 15 أغسطس 1963: أطاح ألفونس ماسامبا ديبات بفولبرت يولو.
2. 4 سبتمبر 1968: ماريان نغوابي تطيح بألفونس ماسامبا ديبات.[51]
3. 8 فبراير 1979: دينيس ساسو نغيسو يطيح بيواكيم يهومبي-أوبانغو.
4. 25 أكتوبر 1997: دينيس ساسو نجيسو يطيح باسكال ليسوبا.

## جمهورية الكونغو الديموقراطية
1. 14 سبتمبر 1960: موبوتو سيسي سيكو يطيح باتريس لومومبا
2. 25 نوفمبر 1965: 25 نوفمبر 1965: أطاح موبوتو سيسي سيكو بجوزيف كاسا فوبو.
3. 16 مايو 1997: 16 مايو 1997: لوران كابيلا يطيح بموبوتو سيسي سيكو، مما أدى إلى حرب الكونغو الأولى.

## كينيا
1 أغسطس 1982: محاولة انقلاب من قبل أفراد القوات الجوية الكينية للإطاحة بحكومة دانيال آراب موي.

## لاتفيا
1. 15 مايو 1934: حل كارليس أولمانيس مجلس النواب وأسس حكمًا استبداديًا.

## لاوس
1. 25 ديسمبر 1959: قام انقلاب الكابتن كونغ لو بتأسيس الجنرال فومي نوسافان المسؤول
2. 9 أغسطس 1960: أطاح النقيب كونغ لو بالجنرال فومي
3. 16 ديسمبر 1960: انتصر الجنرال فومي في انقلاب مضاد في معركة فينتيان
4. 18 أبريل 1964: استولى الجنرال سيهو لامفوثاكول على السلطة لمدة خمسة أيام
5. 4 أغسطس 1964: فشلت محاولة الجنرال فومي
6. 31 يناير 1965: فشلت المحاولات المستقلة للعقيد بونليوت سايكوسي والجنرال فومي
7. 1966 انقلاب لاوس: فشل انقلاب الجنرال ثاو ما بضربة جوية
8. 1973 انقلاب لاوس: فشل انقلاب الجنرال ثاو ما عبر الضربة الجوية
9. 2007 فشل الانقلاب اللاوسي من قبل الجنرال فانغ باو

## لبنان
1. 4 يوليو 1949: قام الحزب السوري القومي الاجتماعي في لبنان بعصيان مسلح ضد حكم الرئيس بشارة الخوري وتدخل الجيش وفرض الأمن، وفر زعيم الحزب أنطون سعادة إلى دمشق.[52]
2. 31 ديسمبر 1961: محاولة إنقلاب فاشلة قام بها الحزب السوري القومي الاجتماعي في لبنان.[53]
3. 11 مارس 1976، فشلت محاولة إنقلاب عسكري قام بها العميد الركن عزيز الأحدب، بـما عُرف باسم بـ«حرب الثكنات» أو «انقلاب الأحدب».[53]

## ليبيا
1. 1 سبتمبر 1969: معمر القذافي يطيح محمد إدريس السنوسي ملك ليبيا ويؤسس جمهورية.
2. 17 أبريل 2013: محاولة انقلاب ليبية ضد رئيس الوزراء علي زيدان من قبل الموالين لمعمر القذافي.[54]
3. 10 أكتوبر 2013: محاولة انقلاب ليبية ثانية بقيادة عبد المنعم الحور ضد رئيس الوزراء علي زيدان.[55]
4. أبريل وأكتوبر 2014: انقلاب فاشل ضد رئيس الوزراء علي زيدان في الانقلاب الأول ورئيس الوزراء عبد الله آل ثاني في الانقلاب الثاني للواء خليفة حفتر.
5. 14 أكتوبر 2016: انقلاب فاشل على رئيس الوزراء فايز السراج من قبل رئيس الوزراء السابق خليفة الغويل.

## ليبيريا
1. 12 أبريل 1980: الرقيب الرئيسي صمويل دو يطيح بالرئيس ويليام تولبرت.

## ليتوانيا
1. تشير التقديرات إلى حدوث أكثر من 10 انقلابات فاشلة خلال الفترة من 1919 إلى 1940 في ليتوانيا.
2. 17 ديسمبر 1926، الإطاحة بالرئيس كازيس غرينيوس وأنتاناس سميتونا أصبح رئيسًا للدولة.
3. 9 سبتمبر 1927، المعروفة باسم انتفاضة توراجو، محاولة فاشلة للإطاحة بالاتحاد القومي الليتواني وإعادة تأسيس الحكومة السابقة.
4. 6-7 يونيو 1934 الانقلاب الفاشل بقيادة الفاشي آيرون وولف

## ليسوتو
1. 18 يناير 1986: أطاح جوستن ليخانيا بليبوا جوناثان
2. 12 نوفمبر 1990: أطاح جوستن ليخانيا بملك ليسوتو موشويشوي الثاني.
3. 2 مايو 1991: إلياس فيسوانا راميما يطيح بجوستين ميتسينج ليخانيا
4. 30 أغسطس 2014: محاولة انقلاب فاشلة

## مالي
1. 19 نوفمبر 1968: موسى تراوري يطيح بموديبو كيتا.
2. 26 مارس 1991: أحمد توماني توري يطيح بموسى تراوري
3. 22 مارس 2012: الجيش يطيح بأمادو توماني توري
4. 18 أغسطس 2020: الجيش يطيح بإبراهيم أبو بكر كيتا.

## المجر
1. 7 أغسطس 1919: أطاح إشتفان فريدريخ بحكومة MSZDP بزعامة جيولا بيدل.
2. 15-16 أكتوبر 1944: قام فيرينك زلاسي وحزب أرو كروس، بدعم من الفيرماخت وفافن إس إس، بإطاحة بريجنت ميكلوس هورثي لمنعه من توقيع هدنة مع دول الحلفاء.
3. 28-31 مايو 1947: أطاح ماتياس راكوسي والحزب الشيوعي المجري بحكومة فيرينك ناجي باعتقال أعضاء الجمعية الوطنية.
4. 4 نوفمبر 1956 انقلاب بقيادة كادر ضد إمري ناغ بدعم من الجيش السوفيتي.

## مدغشقر
1. 11 أكتوبر 1972: غابرييل رامانانتسوا يطيح بفيليبرت تسيرانانا
2. 5 فبراير 1975: قام ريتشارد راتسيماندرافا بالإطاحة بغابرييل رامانانتسوا
3. 17 مارس 2009: أندري راجولينا يطيح بمارك رافالومانانا (انظر الأزمة السياسية الملغاشية في 2009)

## مصر
1. 1879: الثورة العرابية بداية الاحتلال البريطاني لمصر.
2. 1919: محاولة لوقف الاحتلال البريطاني لمصر، بإنشاء المملكة المصرية والاعتراف بها كدولة مستقلة.
3. 1952: حركة الضباط الأحرار بقيادة محمد نجيب يطيحون بالملك فاروق الأول. منهينًا المملكة المصرية.
4. 27 فبراير 1954: جمال عبد الناصر يطيح بمحمد نجيب.
5. 2011: انقلاب الشعب علي محمد حسني مبارك في انتفاضه ٢٥ يناير
6. 2013: الإطاحة بمحمد مرسي على يد اللواء عبد الفتاح السيسي

## المغرب
1. 10 يوليو 1971 محاولة انقلاب فاشلة قام بها محمد أعبابو ومحمد مدبوح ضد الحسن الثاني.
2. 16 أغسطس 1972 انقلاب فاشل لمحمد أوفقير ضد الحسن الثاني.

## المكسيك
1. 1799: مؤامرة المناجل في إسبانيا الجديدة: مؤامرة موظفي الخدمة المدنية في كريولو للإطاحة بالإمبراطورية الإسبانية وإقامة جمهورية مستقلة ؛ تعتبر مقدمة لحرب الاستقلال المكسيكية.
2. 1829 انقلاب بواسطة أناستازيو بوستامانتي ضد فيسنتي غيريرو
3. 1845 انقلاب بواسطة ماريانو باريديس ضد خوسيه خواكين دي هيريرا
4. 1876 انقلاب بواسطة بورفيريو دياز ضد سيباستيان ليردو دي تيخادا
5. 1911: فرانسيسكو آي ماديرو ضد بورفيريو دياز (وفرانسيسكو ليون دي لا بارا)
6. 1913 من قبل فيكتوريانو هويرتا (وبيدرو لاسكوراين) ضد فرانسيسكو آي ماديرو
7. 1920 انقلاب بواسطة أدولفو دي لا ويرتا ضد فينوستيانو كارانسا

## المملكة المتحدة
1. 1802: مؤامرة ديسبارد ؛ خطة إدوارد ديسبارد لاغتيال الملك جورج الثالث وتنظيم انتفاضة شعبية في لندن ؛ قمعت من قبل الحكومة.
2. 1820 مؤامرة كاتو ستريت لقتل رئيس الوزراء اللورد ليفربول وحكومته ؛ تم اعتراضها وإيقافها في مراحل التخطيط
3. مؤامرات هارولد ويلسون 1968/1974: افترض العديد من السياسيين البريطانيين ، بمن فيهم رئيس الوزراء هارولد ويلسون نفسه ، أن العناصر المحافظة في MI5 والقوات المسلحة البريطانية كانوا يخططون للإطاحة بحكومة حزب العمال.

## موريتانيا
1. 10 يوليو 1978: المصطفى ولد محمد السالك يطيح بمقطر ولد داده
2. 6 أبريل 1979: أحمد ولد بوسيف ومحمد خونة ولد حيدلة يطيحون بمصطفى ولد السالك.
3. 4 يناير 1980: محمد خونه ولد هيداله يطيح بمحمد محمود ولد لولي.
4. 12 ديسمبر 1984: معاوية ولد سيد أحمد الطايع يطيح بمحمد خونا ولد حيد الله.
5. 3 أغسطس 2005: علي ولد محمد فال يطيح بمعاوية ولد سيدي أحمد طايع.
6. 6 أغسطس 2008: محمد ولد عبد العزيز يطيح بسيدي ولد الشيخ عبد الله

## النرويج
1. 1537: أطاح كريستيان الثالث بريجنت كريستوفر، كونت أولدنبورغ وريغسراد، مما أدى إلى عداء الكونت والإصلاح النرويجي.
2. 9 أبريل 1940: أعلن فيدكون كفيشلينغ عن حكومة فاشية عبر البث الإذاعي في محاولة للإطاحة بحكومة حزب العمال المنتخبة قانونًا بقيادة يوهان نيغاردسفولد بينما غزت ألمانيا النازية البلاد.

## النمسا
1. 25 يوليو 1934: حاول الحزب النازي النمساوي وقوات الأمن الخاصة النمساوية الإطاحة بحكومة جبهة الوطن في الجمهورية النمساوية الأولى، مما أدى إلى اغتيال المستشار إنجلبرت دولفوس.

## النيجر
1. 15 أبريل 1974: سيني كونتشي يطيح بحماني ديوري.
2. 27 يناير 1996: إبراهيم باري مناصرة يطيح بمحامان عثمان.
3. 9 أبريل 1999: داودة مالام وانكي يطيح بإبراهيم باري مناصرة.
4. 18 فبراير 2010: سالو جيبو يطيح بمحمد تانجا.

## نيجيريا
1. 15-16 يناير 1966: تشوكوما كادونا نزوغو يطيح بأبو بكر تافاوا باليوا
2. 29 يوليو 1966: ياكوبو جوون يطيح بجونسون آغييي إيرونسي
3. 29 يوليو 1975: مورتالا محمد يطيح بياكوبو جوون
4. 13 فبراير 1976: قاد بوكا سوكا ديمكا انقلاباً فاشلاً أسفر عن مقتل رئيس الدولة مورتالا محمد.
5. 31 ديسمبر 1983: محمد بخاري يطيح بشيخو شاجاري
6. 27 أغسطس 1985: إبراهيم بابنجيدا يطيح بمحمد بخاري
7. 22 أبريل 1990: فشل جدعون أوركار في الإطاحة بالرئيس إبراهيم بابنجيدا
8. 17 نوفمبر 1993: ساني أباتشا يطيح بإرنست شونكان

## نيكاراغوا
1. 1856 انقلاب تحت قيادة وليام ووكر
2. 1944 انقلاب بواسطة أناستاسيو سوموزا لبنجامين لاكايو ساكاسا ضد ليوناردو أرغويلو باريتو

## هايتي
1. 17 أكتوبر 1806: أطاح هنري كريستوف وألكسندر بيتيون بالإمبراطور جاك الأول.
2. 13 فبراير 1843: أطاح تشارلز ريفيير هيرار بجان بيير بوير.
3. 3 مايو 1844: فيليب جويرير يطيح بتشارلز ريفيير هيرارد.
4. 24 مارس 1846: أطاح جان بابتيست ريتشي بجان لويس بييرو.
5. 15 يناير 1859: أطاح فابر جيفرار بالإمبراطور فاوستين الأول
6. 26 أغسطس 1867: أطاح سيلفان سالناف بفابر جيفرار.
7. 27 ديسمبر 1869: أطاح نيساج ساجيت بسيلفان سالناف.
8. 16 أبريل 1876: أطاح قناة بيير ثيوما بوازروند بميشيل دومينج
9. 19 أكتوبر 1888: أطاح فرانسوا دينيس بليجيوس بليزيوس سالومون.
10. 17 أكتوبر 1889: أطاح فلورفيل هيبوليت بفرانسوا دينيس ليجيتيم.
11. 21 ديسمبر 1902: قام بيير نورد أليكسيس بإطاحة قناة بيير ثيوما بوازروند
12. 2 ديسمبر 1908: أطاح فرانسوا سي أنطوان سيمون بيير نورد أليكسيس
13. 3 أغسطس 1911: أطاح سينسيناتوس لوكونت بأنطوان سيمون
14. يناير 1914: أطيح أوريست زامور بميشال أوريستي.
15. 7 نوفمبر 1914: أطاح جوزيف دافيلمار تيودور بأوريست زامور
16. 25 فبراير 1915: أطاح فيلبورن غيوم سام بجوزيف دافيلمار تيودور
17. 28 يوليو 1915: أطاحت انتفاضة مولاتو وقتلت فيلبورن غيوم سام
18. 11 يناير 1946: أطاحت الطغمة العسكرية بإيلي ليسكوت
19. 10 مايو 1950: بول يوجين ماجلوار ضد Dumarsais Estimé
20. 4 أبريل 1957: أطاح ليون كانتاف فرانك سيلفان
21. 14 يونيو 1957: أنطونيو ثراسيبول كيبرو يطيح بدانييل فينولي
22. 28-29 يوليو 1958: فشل باسكيت، دومينيك، بربينيان فرانسوا دوفالييه
23. 6 فبراير 1986: ذهب جان كلود دوفالييه إلى المنفى. يحل محله مجلس الحكم الوطني
24. 20 يونيو 1988: هنري نامفي يطيح بليزلي مانيجات
25. 17 سبتمبر 1988: بروسبر أفريل يطيح بهنري نامفي
26. 30 سبتمبر 1991: راؤول سيدراس يطيح بجان برتران أريستيد
27. 5-29 فبراير 2004: الرئيس المخلوع جان برتران أريستيد خلال فترة ولايته الثانية

## هندوراس
1. 1963 انقلاب تحت قيادة أوسفالدو لوبيز أريلانو
2. 1972 انقلاب تحت قيادة أوسفالدو لوبيز أريلانو
3. 1975 انقلاب تحت قيادة خوان ألبرتو ميلغار كاسترو
4. 1978 انقلاب تحت قيادة بوليكاربو باز غارسيا.

## هولندا
1. 22 يناير 1798: أوتفوريند بيويند ضد الجمعية الوطنية لجمهورية باتافيان
2. 12 يونيو 1798: انقلاب بقيادة هيرمان ويليم داينديلز ضد بيتر فريدي
3. 19 سبتمبر 1801: انقلاب بقيادة نابليون بونابرت ضد أوتفوريند بيويند
4. من 9 إلى 14 نوفمبر 1918: محاولة انقلاب فاشلة قام بها ترويلسترا ضد الحكومة الهولندية

## الولايات المتحدة
1. ثورة 1719 في ولاية كارولينا الجنوبية الاستعمارية؛ نجح في الإطاحة بأصحاب اللوردات
2. 26 سبتمبر 1777: شارك الموالون الذين يطلق عليهم اسم كوينز رينجرز الأمريكيين في معركة برانديواين والاستيلاء على فيلادلفيا (العاصمة الأمريكية) [56]
3. مارس 1783: مؤامرة نيوبورج التي ربما خطط فيها الجيش القاري للإطاحة بكونجرس الكونفدرالية. فشل بعد أن رفض الجنرال جورج واشنطن الانضمام.
4. 29 أغسطس 1786: تمرد شايز. في عام 1787، سار متمردو شايز في Springfield Armory الفيدرالي في محاولة فاشلة للاستيلاء على أسلحته والإطاحة بالحكومة. وجدت الحكومة الفيدرالية نفسها غير قادرة على تمويل القوات لإخماد التمرد، وبالتالي تم إخمادها من قبل ميليشيا ولاية ماساتشوستس وميليشيا محلية ممولة من القطاع الخاص. كان الرأي السائد على نطاق واسع هو أن مواد الاتحاد بحاجة إلى الإصلاح باعتبارها وثيقة حاكمة للبلاد، وكانت أحداث التمرد بمثابة حافز للمؤتمر الدستوري وتشكيل الحكومة الجديدة.[57]

1. 24 أغسطس 1814: حرق واشنطن (العاصمة الأمريكية) من قبل الجيش البريطاني.[58]
2. 1841-42: تمرد دور، محاولة لفرض حكومة جديدة في رود آيلاند بموجب دستور مختلف
3. 15 أبريل 1874: أطلق المرشح الرئاسي الفاشل جوزيف بروكس انقلابًا ضد حاكم أركنساس إليشا باكستر، مما أدى إلى اندلاع صراع عنيف بين قائدي الحزب الجمهوري في الولاية.
4. 14 سبتمبر 1874: معركة ساحة الحرية. حاولت الإطاحة بحكومة لويزيانا من قبل العصبة البيضاء في نيو أورليانز، وقمعها فوج المشاة الثاني والعشرون بموجب قانون التمرد لعام 1807
5. 3 نوفمبر 1874: أعمال الشغب الانتخابية عام 1874 ؛ غزا أحد فروع الرابطة البيضاء في ولاية ألاباما يوفولا بولاية ألاباما ، مما أسفر عن مقتل سبعة ناخبين سود على الأقل وإصابة 70 آخرين، بينما طرد أكثر من 1000 شخص أسود غير مسلح في مراكز الاقتراع. اقتحمت العصبة مكان الاقتراع في سبرينج هيل ، ودمرت صندوق الاقتراع ، وأعلنت فوز المرشحين الديمقراطيين ، وأجبرت السياسيين الجمهوريين على ترك مناصبهم ، واستولت على كل مكتب مقاطعة في مقاطعة باربور
6. بدأت الإطاحة بمملكة هاواي في 17 يناير 1893، بانقلاب ضد الملكة ليليوكالاني في جزيرة أواهو من قبل رعايا مملكة هاواي ومواطني الولايات المتحدة والمقيمين الأجانب المقيمين في هونولولو. كانت غالبية المتمردين من الأجانب.[59]
7. تمرد ويلكوكس عام 1895: كانت حربًا قصيرة من 6 يناير إلى 9 يناير 189، تألفت من ثلاث معارك في جزيرة أواهو بجمهورية هاواي. كانت آخر عملية عسكرية كبيرة قام بها الملكيون الذين عارضوا الإطاحة بمملكة هاواي.
8. 10 نوفمبر 1898: تمرد ويلمنجتون: نجح الديمقراطيون الجنوبيون المتعصبون للبيض في الإطاحة بالائتلاف الحاكم في ويلمنجتون بولاية نورث كارولينا.
9. 1933: مؤامرة الأعمال: مؤامرة يمينية متطرفة مزعومة للإطاحة بالرئيس فرانكلين روزفلت وإقامة دكتاتورية عسكرية فاشية
10. وقعت محاولة اغتيال هاري ترومان في 1 نوفمبر 1950.[60][61] تم تنفيذها من قبل النشطاء البورتوريكيين المؤيدين للاستقلال أوسكار كولازو وجريسليو توريسولا بينما أقام الرئيس في بلير هاوس خلال تجديد البيت الأبيض. تم إيقاف الرجلين قبل الدخول إلى المنزل. أصاب توريسولا إصابة قاتلة بضابط شرطة البيت الأبيض ليزلي كوفلت، الذي قتله في رد بالرصاص. جرح عملاء الخدمة السرية كولازو. كان الرئيس هاري س. ترومان في الطابق العلوي في المنزل ولم يصب بأذى.[62]
11. كان إطلاق النار في مبنى الكابيتول في الولايات المتحدة عام 1954 هجوماً إرهابياً في 1 مارس 1954 من قبل أربعة من القوميين البورتوريكيين الذين يريدون استقلال بورتوريكو عن حكم الولايات المتحدة. أطلقوا 30 طلقة من مسدسات نصف آلية من معرض السيدات (شرفة للزوار) في غرفة مجلس النواب في مبنى الكابيتول بالولايات المتحدة.
12. 22 نوفمبر 1963: اغتيال جون كينيدي
13. فضيحة ووترغيت كانت فضيحة سياسية في الولايات المتحدة تتعلق بإدارة الرئيس الأمريكي ريتشارد نيكسون من عام 1972 إلى عام 1974 أدت إلى استقالة نيكسون. ونشأت الفضيحة من محاولات إدارة نيكسون المستمرة للتستر على مشاركتها في اقتحام 17 يونيو 1972 لمقر اللجنة الوطنية الديمقراطية في مبنى مكاتب واشنطن العاصمة ووترغيت. بعد إلقاء القبض على الجناة الخمسة ، قامت الصحافة ووزارة العدل الأمريكية بربط الأموال التي تم العثور عليها بحوزتهم في ذلك الوقت بلجنة حملة إعادة انتخاب نيكسون.[63][64] أدت التحقيقات الإضافية، جنبًا إلى جنب مع الكشف أثناء المحاكمات اللاحقة لصوص اللصوص ، إلى قيام مجلس النواب الأمريكي بمنح لجنته القضائية سلطة تحقيق إضافية للتحقيق في «مسائل معينة تقع ضمن اختصاصه»، [65][66] ومجلس الشيوخ الأمريكي لإنشاء لجنة تحقيق خاصة. تم بث جلسات استماع مجلس الشيوخ الناتجة عن ووترغيت «المطرقة إلى المطرقة» في جميع أنحاء البلاد من قبل PBS وأثارت المصلحة العامة. شهد شهود عيان بأن الرئيس وافق على خطط للتستر على تورط الإدارة في عملية الاقتحام ، وأنه كان هناك نظام تسجيل صوتي في المكتب البيضاوي.[67] شهد شهود عيان بأن الرئيس وافق على خطط للتستر على تورط الإدارة في عملية الاقتحام ، وأنه كان هناك نظام تسجيل صوتي في المكتب البيضاوي.[68][69] طوال فترة التحقيق ، قاومت الإدارة تحقيقاتها ، مما أدى إلى أزمة دستورية.[70]
14. في عام 2008 احتلال قصر إيولاني، بذلت مجموعتان منفصلتان مشاركتان في حركة السيادة في هاواي محاولتين لاحتلال قصر إيولاني ، موطن آخر ملوك مملكة هاواي في وسط مدينة هونولولو في ولاية هاواي الأمريكية.

1. في عام 2012، كانت FEAR (جماعة إرهابية) جماعة إرهابية أمريكية تضم ما بين أربعة إلى أحد عشر فردًا زعمت دولة جورجيا في عام 2012 أنها خططت لتدمير سد وتسميم بساتين التفاح في ولاية واشنطن ، وتفجير متفجرات في حديقة فورسيث في سافانا ، جورجيا ، واغتيال الرئيس باراك أوباما.[71][72] استخدمت الجماعة الجيش لتجنيد أعضاء الميليشيات ، الذين كانوا يرتدون وشومًا مميزة تشبه رمز الفوضى.[73]

## اليابان
1. 479- فشل محاولة الأمير هوشيكاوا لتولي العرش
2. 498 : تولى Ōomi Heguri no Matori السلكة لفترة وجيزة.
3. 645 بعد الميلاد - حادثة Isshi: اغتيل Soga no Iruka في انقلاب.
4. 1156 - تمرد هوغن: هزم الإمبراطور جو شيراكاوا منافسه الإمبراطور سوتوكو.
5. 1160 - تمرد هيجي: حملت عشيرة ميناموتو السلاح ضد قبيلة تايرا، وانتصرت عشيرة تايرا منتصرة.
6. 1184 - حصار هوجوجي-دونو: وسط حرب غينبيه.
7. 1864-1865: تمرد ميتو من قبل تاكيدا كونساي ؛ التمرد في مجال ميتو لدعم سياسة سونو جي
8. 1866-1868: ثورة الإصلاح والتحديث في ميجي في اليابان. أدت انتفاضة الساموراي إلى الإطاحة بنظام توكوغاوا شوغونات وإقامة نظام برلماني «حديث» على الطراز الغربي في عهد ميجي.
9. مارس 1931: انقلاب فاشل من قبل ساكوراكاي للإطاحة برئيس الوزراء أوساشي هاماجوتشي وتشكيل حكومة جديدة بقيادة وزير الجيش كازوشيغي أوجاكي.
10. 21 أكتوبر 1931: انقلاب فاشل أيضا من قبل ساكوراكاي
11. 15 مايو 1932: انقلاب فاشل قام به أفراد من البحرية الإمبراطورية اليابانية أسفر عن اغتيال رئيس الوزراء إينوكاي تسويوشي.
12. نوفمبر 1934: انقلاب فاشل من قبل أعضاء الجيش الإمبراطوري الياباني لتحقيق استعادة شووا.
13. 26 فبراير 1936: انقلاب فاشل من قبل فصيل الطريق الإمبراطوري في الجيش الإمبراطوري الياباني ضد حكومة رئيس الوزراء كيسوكه أوكادا.
14. 14-15 أغسطس 1945: انقلاب فاشل ضد الإمبراطور هيروهيتو من قبل أعضاء وزارة الحرب اليابانية والحرس الإمبراطوري ضد الاستسلام لقوات الحلفاء في نهاية الحرب العالمية الثانية. فشل بعد الفشل في إقناع هيئة الأركان العامة للجيش الإمبراطوري الياباني وجيش المنطقة الشرقية بالانضمام.
15. 24 أغسطس 1945: انقلاب فاشل قام به منشقون معارضون للاستسلام بقيادة إيزاو أوكازاكي في ماتسو.
16. 12 ديسمبر 1961: حادثة سانيو، انقلاب تم إجهاضه من قبل أعضاء متقاعدين من الجناح اليميني في الجيش الإمبراطوري الياباني.
17. 25 نوفمبر 1970: محاولة انقلاب فاشلة قام بها الكاتب يوكيو ميشيما الذي حاول إقناع قوات الدفاع الذاتي اليابانية بإلغاء دستور عام 1947

## اليمن
1. 1962 انقلاب بقيادة عبد الله السلال.
2. 1974 انقلاب بقيادة إبراهيم الحمدي
3. 2014-2015 انقلاب شبه ناجح ضد الرئيس عبد ربه منصور هادي بقيادة الحوثيين
4. 2018 انقلاب من قبل الحراك الجنوبي.

## يوغوسلافيا
1. 6 يناير 1929: ألكسندر الأول يعلق الدستور. (انقلاب ذاتي)
2. 1941: انقلاب من قبل الملك بيتار الثاني ضد الوصي الأمير بول كرد فعل للانضمام إلى دول المحو ، مما أدى إلى غزو دول المحور ليوغوسلافيا.